# Château de Kalkum
Le château de Kalkum est un Wasserburg (château entouré d'eau) dans le quartier de Kalkum (prononcer kalkoum) au nord de Düsseldorf, à environ 2 km au nord-est de Kaiserswerth, et constitue un remarquable exemple de construction de style classique de château en Rhénanie. Avec son parc, il est placé depuis le 18 janvier 1984 dans son ensemble sous la protection des monuments historiques.
Issue d'un des plus anciens manoirs de la région, siège des seigneurs chevaliers de Kalkum, la propriété passe vers le milieu du  XVe siècle aux seigneurs de Winkelhausen, qui vont déterminer son avenir pour les 300 ans suivants environ. Au XVIIe siècle, le château est transformé dans le style baroque, mais ne reçoit son aspect actuel essentiellement que par une transformation en style classique de 1808 à 1814 selon les plans de l'architecte de Krefeld, Georg Peter Leydel. Il relie les dépendances et le logis seigneurial par l'ajout de bâtiments intermédiaires, aboutissant à former une cour carrée fermée. Simultanément, sous la direction de l'architecte paysagiste Maximilian Friedrich Weyhe, le parc du château est remanié dans le style des jardins anglais. En 1817, le portail principal est élargi par l'architecte Johann Peter Cremer. Les espaces intérieurs du château sont décorés par le peintre Ludwig Pose.
Kalkum est connu bien au-delà des frontières de Prusse par la querelle de divorce, de 1846 à 1854, entre le comte Edmund von Hatzfeldt et sa femme Sophie, représentée par l'avocat âgé de 20 ans seulement Ferdinand Lassalle, dont le souvenir est rappelé par un mémorial dans un pavillon en forme de tour contre le mur est du parc. Après la seconde Guerre mondiale, les bâtiments servent tout d'abord comme camp de réfugiés, puis comme centre de formation pour les travailleurs à domicile. Ensuite, l'installation est restaurée de 1954 à 1966, et transformée pour  être utilisée pour des archives. À cette occasion, les pièces d'habitation et de réception sont rétablies dans leur style classique.
Actuellement, les bâtiments du château abritent le département pour la Rhénanie des archives du Land de Rhénanie-du-Nord-Westphalie, mais leur transfert progressif vers le nouveau bâtiment des archives du Land à Duisbourg est prévu. En outre, les bâtiments sont utilisés pour des concerts classiques et d'autres manifestations culturelles. Le parc du château, d'environ 19 ha, est accessible au public.

## Histoire

### Débuts et querelle de Kalkum
Selon la chronique médiévale écrite de 1216 à 1218 par Eberhard von Gandersheim, il existait déjà en 892 à Kalkhem une cour royale, que le futur empereur  Arnulf de Carinthie attribua à l'établissement de Gandersheim : « Noch gaf de könnich to Gandersem einen riken hof, de is geheten Kalkhem; unde sin bi deme Rine belegen,, ». Kalkum n'est évoqué dans un document pour la première fois comme Calechheim qu'en 947, quand l'empereur Otton le Grand confirme cette attribution. Cette propriété de Gandersheim n'était pas un domaine précurseur du château actuel, mais probablement de la partie nommé Kalkum dans le Niederhof à Unterdorf. C'est en 1176 que les seigneurs de Kalkum sont documentés par écrit pour la première fois, avec un Willelmus de Calecheim, ministériel du couvent de Meer à Meerbusch,,. Ils possèdent un manoir à Kalkum. Les membres de la famille se nomment aussi plus tard von Calichem, Caylchem, Calgheim ou von Calcum. Ce manoir est une première maison de pierre dans le quartier d’Oberdorf de Kalkum, que l'on n'a pas encore pu dater ou localiser, mais qui était probablement située à l'endroit du château actuel. À partir du XIVe siècle, les seigneurs de Kalkum se retrouvent au service des comtes de Berg et des ducs suivants. C'est ainsi que Peter von Kalkum endosse le service de précepteur dans la famille de Berg et est sénéchal du duc de 1361 à 1383.
Jusqu'au XIVe siècle, le siège des chevaliers de Kalkum s'étend en une propriété semblable à un château, consistant en une maison de maître et des dépendances séparées de celle-ci par des  douves. Après une livraison ordinaire, la propriété est assiégée et détruite en 1405 par les troupes de Cologne, car les membres de la famille des seigneurs de Kalkum se trouvent de la fin du  XIVe au début du XVe siècle en guerre avec la ville de Cologne, querelle qui entrera dans l'histoire rhénane comme la querelle de Kalkum. Cependant, dans les indications sur les événements militaires liés à cette guerre, on ne parle que de la destruction de la maison d'Arnold von Kalkum (heren Arnols huyss), non explicitement du château de Kalkum. Des recherches récentes suggèrent qu'il s'agit pour la maison incendiée non pas du château de Kalkum, mais de la maison Remberg, au sud de Duisbourg.

### Kalkum sous la famille von Winkelhausen
Après la fin de la querelle, les seigneurs de Kalkum reconstruisent leur manoir familial. Une carte d'environ 1600 le présente comme un ensemble de trois maisons reliées par des bâtiments en forme de galeries, l'ensemble étant entouré de tous côtés par une douve remplie d'eau. Cependant, la propriété ne reste plus longtemps aux mains des seigneurs de Kalkum, parce qu'au milieu du XVe siècle, la lignée de la famille par les hommes s'éteint à Kalkum, et le château passe en héritage à la famille von Winkelhausen, dont le manoir, la maison Winkelhausen est quelques kilomètres au nord de Kalkum. On n'a pas encore clarifié la date exacte de cet événement. Les documents attestent que Grete von Kalkum lègue en 1443 ses biens dans la paroisse de Kalkum à Hermann von Winkelhausen. Il pourrait s'y trouver aussi la maison de Kalkum. Il est attesté que le château de l'époque était en possession des Winkelhausen en 1465, car cette année, le 27 octobre, Herrmann von Winkelhausen voue  Kalkum au veuvage de sa femme Agnes. Vers 1500, son propriétaire est Johann von Winkelhausen. La propriété passe ensuite d'abord à son fils Ludger, et en 1556 finalement au neveu de ce dernier, de même nom. Ce Ludger von Winkelhausen est conseiller du duc de Jülich-Berg, maître des écuries et maréchal, ainsi que bailli de Hückeswagen, de Bornefeld et de Mettmann,. En 1553, sa famille est en même temps élevée par privilège de l'empereur Ferdinand III de Habsbourg à la dignité de baron.

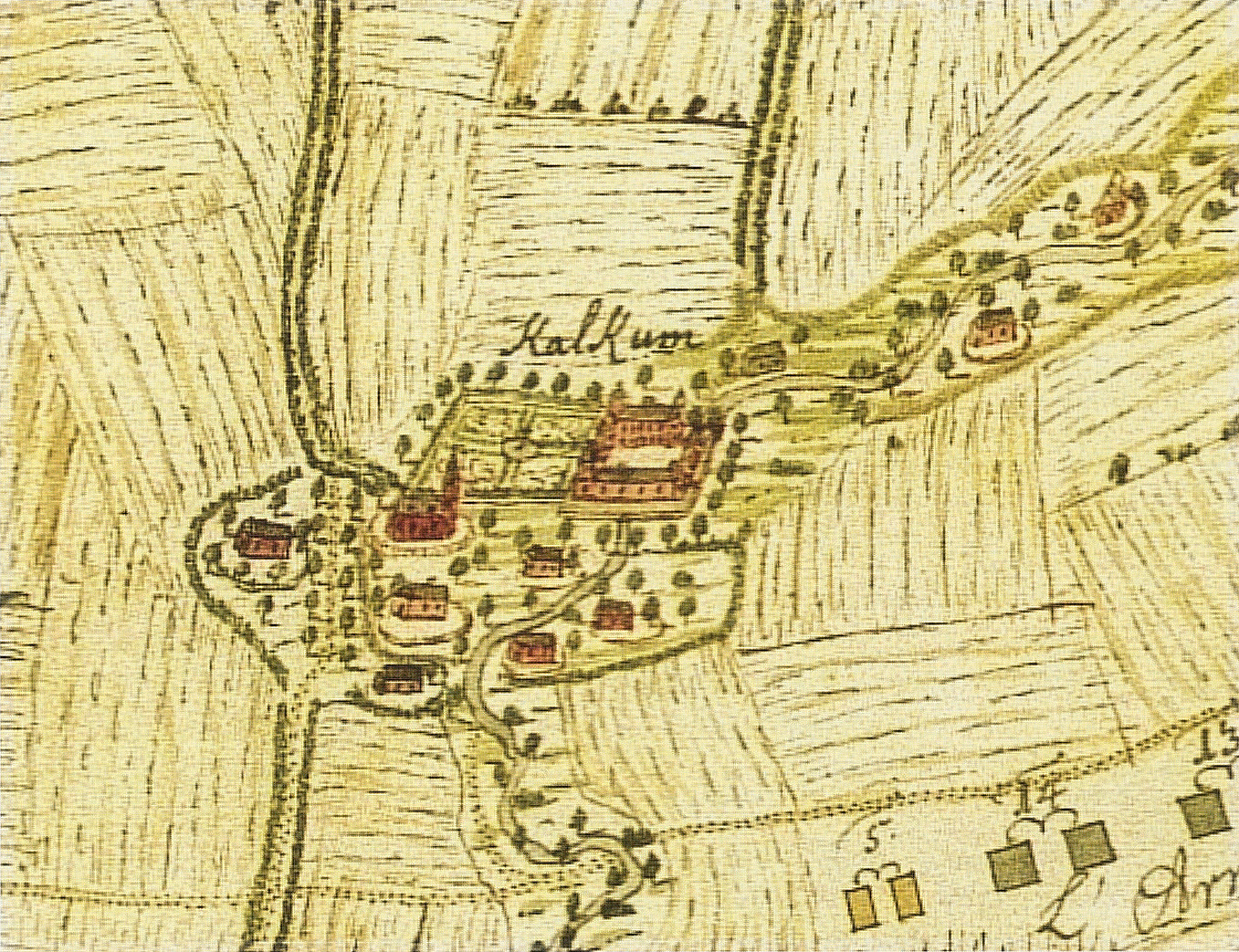
Vue du château sur une carte militaire de 1702

Ludger fait transformer et reconstruire le vieux château gothique entouré de douves, en reprenant en partie les anciens bâtiments jusqu'à 1663, en un château baroque fastueux. La maison d'habitation des seigneurs au coin sud-ouest de l'ensemble, nommée maison d'en-haut, reçoit non seulement de grandes fenêtres rectangulaires et un nouveau toit, mais ses deux ailes se rejoignant à angle droit reçoivent une tour carrée de coin avec bulbe et lanterneau galbés. Mais l'attention principale pour les travaux se tourne vers l'agrandissement des dépendances. Ludger fait complètement abattre les vieux bâtiments de ferme, et construire des dépendances nouvelles à quatre ailes, qui se trouvent deux fois plus grandes que les précédentes. En même temps que la maison de maître, le château prend alors le plan quadrangulaire conservé jusqu'à présent, et est entouré de douves nouvellement creusées et remplies d'eau. Un dessin du peintre wallon Renier Roidkin de 1720/1730 environ montre le château de Kalkum après les travaux de transformation et d'agrandissement. À l'époque, une chapelle du château s'élève au nord de la maison de maître à deux étages. Seule indication de l'existence de ce bâtiment disparu, un clocheton représenté sur le dessin de Roidkin. En outre, une fondation en  pierre trouvée à la place correspondante fait conclure à l'existence d'un autel. Au coin nord-est des dépendances, on trouve une tour de coin polygonale avec un double bulbe baroque galbé, qui n'a pas été conservée. Un pont de bois traverse la douve sud vers une tour carrée avec un portail.

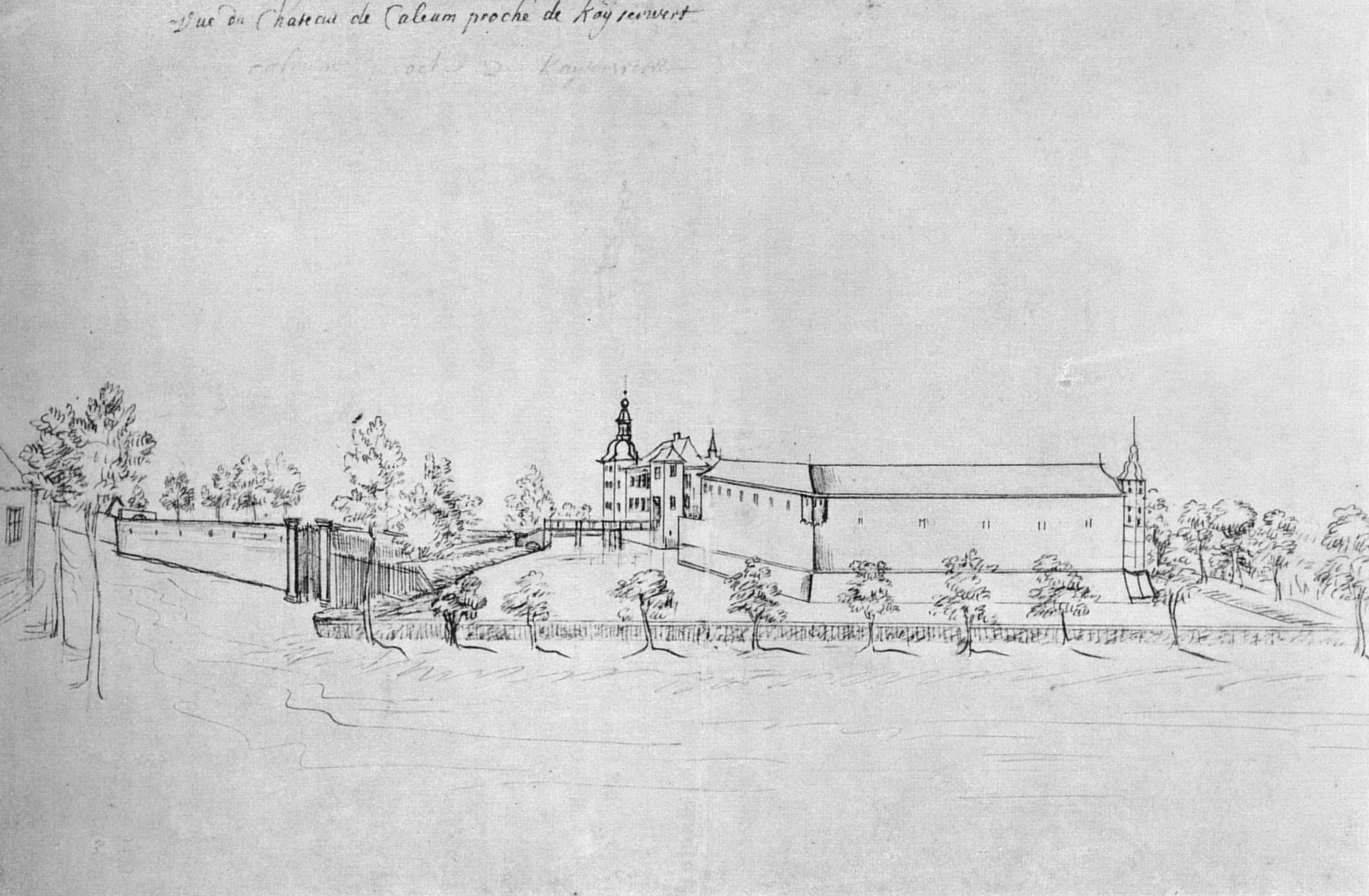
Le château de Kalkum sur un dessin de Renier Roidkin vers 1720/1730

Après la mort de Ludger von Winkelhausen en 1679, l'héritage passe à son fils Philipp Wilhelm. Pendant sa période de maîtrise du château, Kalkum a été presque constamment impliqué dans des actions de guerre, à cause de la proximité de la puissante fortification de Kaiserswerth. Au cours des guerres de succession du Palatinat et d'Espagne, le château est impliqué dans une communauté de souffrance. En 1688, les soldats de Louis XIV occupent Kaiserswerth. Le ministre de la guerre de France, Louvois exige de Philipp Wilhelm de désarmer sa propriété, en comblant les douves et démolissant toutes les murailles. Comme ces exigences ne sont pas satisfaites immédiatement, les troupes françaises occupent la propriété et la ravagent. Mais leur séjour à Kalkum ne dure pas longtemps, car les princes impériaux allemands se sont ligués pour chasser les Français du bas pays rhénan. Les soldats français doivent finalement évacuer le château et fuir devant les troupes alliées du Brandebourg, de Münster et de Hollande, dont certaines se cantonnent elles-mêmes au château. Le changement d'occupation s'accompagne d'un tir constant sur la propriété, qui provoque des dommages substantiels aux maçonneries et aux toits. Également, le cantonnement des soldats — rien que le lieutenant-colonel von Kalkstein du régiment de Brandebourg arrive avec 40 chevaux et 200 fantassins — endommage les bâtiments. Malgré les incertitudes, la famille von Winkelhausen reste habiter pendant ce temps-là au château de Kalkum. Aussi, pendant la guerre de succession d'Espagne, au cours de laquelle Kaiserswerth est à nouveau prise par les troupes françaises fin novembre 1701, et assiégée et reprise en 1702 par les troupes impériales alliées de Hollande et de Prusse sous le commandement du prince électeur Jean-Guillaume de Neubourg-Wittelsbach, Kalkum se retrouve impliqué dans les combats. À nouveau, des soldats logent au château. Mais cette fois, ce ne sont pas seulement les bâtiments qui sont endommagés par les actions de guerre, mais des travaux de retranchements ravagent les jardins, les champs et les prés, qui ne peuvent plus être cultivés. En outre, les occupants emportent ou détruisent de nombreux équipements et meubles du château.

### Passage à la famille von Hatzfeld et nouvelle installation
La famille von Winkelhausen est nommée en qualité de régent impérial par le prince électeur Johann Wilhelm en remplacement de l'empereur le 2 octobre 1711 au rang de comte d'Empire. Le comte Franz Carl, fils de Philipp Wilhelm et de sa femme Anna Maria von Hompesch, décède en 1737. Comme peu après, en 1739, son fils unique Karl Philipp meurt aussi, la lignée masculine des comtes de Winkelhausen de Kalkum s'éteint. L'héritière unique de la propriété est la fille de Philipp Wilhelm, Isabella Johanna Maria Anna, qui avait épousé le 17 novembre 1703 Edmund Florenz von Hatzfeldt-Wildenburg-Weisweiler. Par cet héritage, le château passe à la famille de son mari. Mais elle n'a pas hérité seulement du château, mais aussi des dettes associées, s'élevant à 77 000 rixdales. Par une gestion astucieuse, la famille réussit à recréer une situation financière stable. Mais au début, les  von Hatzfeldt résident rarement à Kalkum. La propriété n'est habitée que par un gestionnaire, et par le locataire des terres agricoles appartenant au château. Un forestier gère les vastes forêts. Comme la maison de maître est inhabitée la plupart du temps, son état se dégrade visiblement. Une aggravation provient de l'occupation par des soldats pendant la guerre de Succession d'Autriche et la guerre de Sept Ans. De 1741 à 1742, des soldats français sous le maréchal de Maillebois l'occupent. Pendant la guerre de Sept Ans  ce sont tout d'abord à nouveau des Français qui dressent leur camp jusqu'au 18 avril 1758 au château de Kalkum. À leur suite, en juin, des troupes de Hanovre sous le général von Wangen, sont remplacées par des soldats des alliés, avant d'être à nouveau remplacées par un état-major de régiment français qui confisque le château pour ses besoins. Aucun ordre de libération n'empêche leur installation, même celui donné par Charles de Rohan-Soubise. Il est purement et simplement ignoré. Les installations alternées ne s'arrêtent qu'avec la fin de la guerre de Sept Ans, mais jusque là, le bâti a considérablement souffert. De 1747 à 1755, d'importantes modifications des dépendances sont entreprises, notamment l'agrandissement des écuries ainsi que l'installation d'une sellerie. En 1778, le maître du château envisage un agrandissement de la maison d'habitation, mais ce projet n'est pas réalisé.

### Transformation en château classique
Ce n'est qu'au début du XIXe siècle que le château doit être utilisé durablement comme habitation. En 1806, Maria Anna von Kortenbach, la veuve d'Edmund Gottfried von Hatzfeldt (1740–1806), haut dignitaire de Juliers, récemment décédé, vient s'établir à Kalkum, pour utiliser le château comme résidence pour son veuvage. Ensemble avec Maria Anna, viennent sa bru Frederike Maria Hubertine von Hersell (1758–1833), devenue veuve en 1799, et son petit-fils le comte Edmund von Hatzfeldt. Mais comme elles ont trouvé le château inhabitable, elles vont provisoirement au château de Kinzweiler, avant d'occuper à l'automne l'appartement du locataire des terres au château de Kalkum. Elles passent l'hiver 1806/07 suivant à l'hôtel Cour de Hollande de Düsseldorf, et rejoignent au printemps à nouveau le château de Kalkum, cette fois dans une petite pièce de l'appartement du gestionnaire. Il paraît rapidement clair à la veuve qu'il faut des travaux de construction importants pour pouvoir utiliser Kalkum comme lieu de séjour à l'avenir. Encore en juillet 1805, son défunt mari avait renoncé à l'offre d'un colonel suédois, à la recherche d'une propriété convenable, qui proposait de louer le château et de le remettre en état habitable. Maria Anna engage l'architecte de Krefeld Georg Peter Leydel pour transformer le château baroque dégradé en une résidence ambitieuse en style classique. Leydel laisse presque tous les bâtiments inchangés à l'intérieur, mais change l'extérieur de la propriété en un style plus symétrique. C'est ainsi qu'il supprime la séparation entre maison de maître et dépendances, en faisant combler la douve séparatrice et fermer l'intervalle par des bâtiments intermédiaires. En outre, la partie occidentale des dépendances est démolie et remplacée par une copie de la maison de maître baroque. Le déplacement de l'entrée principale du côté nord vers l'ouest complète les plans de reconstruction de Leydel.

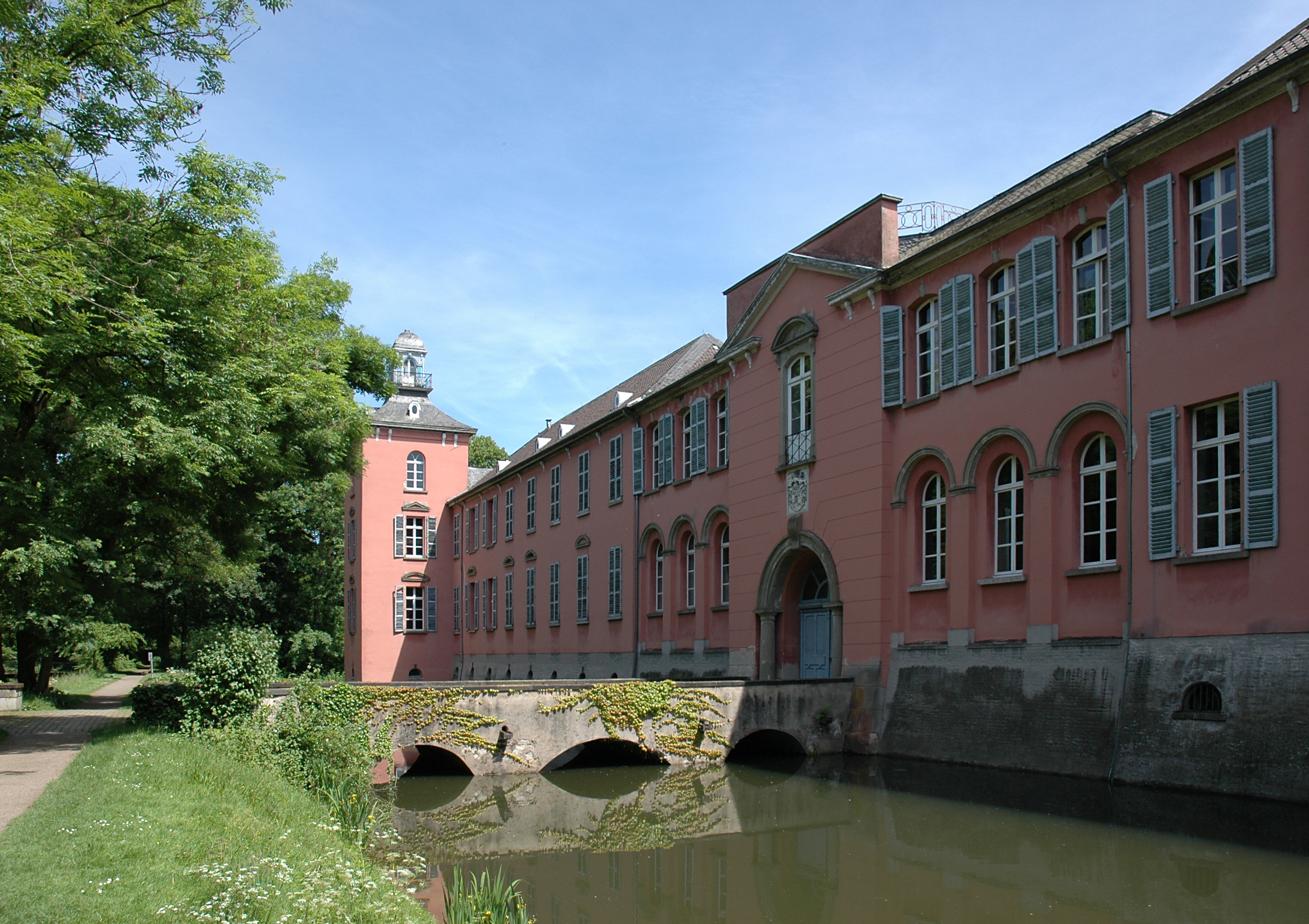
La façade apparente de l'aile ouest, symétrisée et somptueuse

Des réparations sur les dépendances en 1808 marquent le début des six années suivantes de travaux de construction sur le château, pour lesquelles Leydel n'a prévu que quatre ans,. À partir de novembre 1809, la maison de maître ne subit qu'une transformation relativement limitée : les plafonds et les toits, ainsi que la corniche, sont améliorés et le bâtiment est allongé sur le côté ouest de 6 à 8 fenêtres. Un nouveau bâtiment bas avec un portail relie la maison de maître avec son pendant récemment construit sur le coin nord-ouest de la propriété. Cette symétrie de la maison de maître possède deux ailes comme l'original ; après la démolition de l'aile correspondante des dépendances, l'aile ouest est complètement reconstruite, l'aile nord, appelée ultérieurement aile de l'administration et des domestiques, précédente maison du locataire, est surélevée d'un étage en 1812/1813, et atteint alors la hauteur de l'aile ouest. Dès 1811, la tour de coin nord-ouest — en même temps que la tour à l'entrée nord — est abattue et reconstruite. L'achèvement du portail central la même année confère au château de Kalkum une façade symétrique et luxueuse. La partie ouest de l'aile des dépendances vers le sud est démolie en septembre 1810 et la brèche comblée par ce que l'on appelle bâtiment des cuisines, bâtiment intermédiaire à deux étages et large de trois fenêtres. La hauteur est d'abord déterminée par celle de l'écurie attenante à l'est. Après la fin de tous les travaux sur les dépendances, elles reçoivent une peinture ocre clair, tandis que la couleur extérieure blanche pour le reste du château n'est pas changée. À partir de 1810, des ouvriers s'emploient à la redécoration de l'intérieur dans un style Empire strict. On n'a presque rien conservé de ce premier aménagement des pièces d'habitation, aux stucs onéreux, aux tapisseries précieuses et aux somptueuses peintures murales. Les stucs ont été réalisés par Engelbert Selb, de Krefeld. Les tapisseries ont été fournies par le tapissier J. G. Lentzen d'Aix-la-Chapelle. Parmi les travaux livrés par lui en novembre 1811 on compte non seulement des papiers peints, mais aussi en partie des étoffes très chères, comme dans la chambre de la tour, tendue de soie chinoise. Les peintures murales sont faites par le peintre décorateur Ludwig Pose, de Düsseldorf, qui travaillera ultérieurement dans ls châteaux de Jägerhof et de Rheinstein. En avril 1813, la maison de maître est suffisamment achevée pour que la famille von Hatzfeldt puisse s'y établir. Quelques mois plus tard, début 1814, une occupation par les Russes a lieu pour quelques mois, avant d'être déplacée par des troupes françaises stationnées là auparavant.

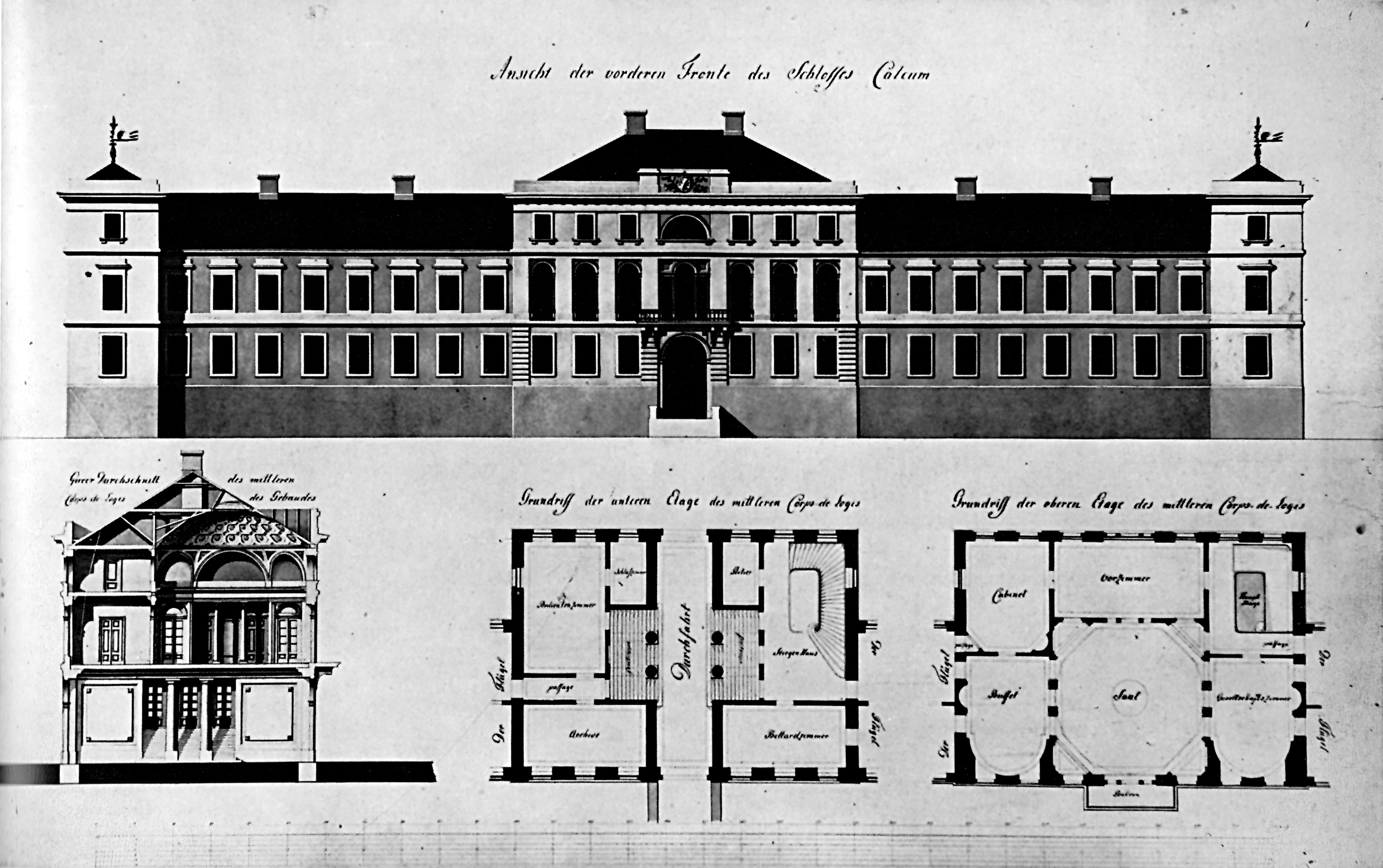
Proposition d'aménagement pour le bâtiment central ouest par August Reinking

À ce moment, une querelle entre la comtesse et son architecte s'enflamme, et les deux se séparent. À partir de 1815, Leydel n'apparaît plus dans les comptes de construction de la comtesse, cependant, la transformation du château n'est pas alors terminée. Une difficulté supplémentaire  est que Leydel n'a jamais fourni de plans pour la transformation, si bien que Maria Anna von Kortenbach a dû faire faire de nouveaux projets pour la suite. On y prend en compte que la maîtresse du château considère que les transformations apportées jusqu'alors sont trop simples, pas assez cossues. En 1817, une première petite restructuration a lieu, le portail ouest étant complété par un  avant-corps, selon les plans de Johann Peter Cremer, qui peu de temps avant a projeté le théâtre d'Aix-la-Chapelle, et est un collaborateur proche d'Adolph von Vagedes. En 1819, la maîtresse du château fait faire à August Reinking, qui a travaillé auparavant au château d'Oberhausen, un projet de restructuration du bâtiment central de l'aile ouest de Leydel trop simple en un corps de logis imposant. Il prévoit l'élévation du bâtiment et son abaissement du côté cour. Le toit plat doit être couronné par une coupole et être caché derrière une large balustrade. En outre, Reinking prévoit de supprimer le troisième étage des deux tours de coin et de les remplacer par une mezzanine basse, pour enlever aux tours leur domination sur la façade ouest. La mort inopinée de Reinking, peu de mois après qu'il a livré le projet, fait échouer la mise en œuvre du plan. La comtesse Maria Anna se voit forcée d'aller à nouveau à la recherche d'un architecte, et choisit Friedrich Weinbrenner, de Karlsruhe, comme successeur. Weinbrenner se tient alors à Düsseldorf, parce qu'il travaille aux plans de reconstruction du théâtre de Düsseldorf. Il propose en 1820 aussi un projet de refonte de la façade ouest du château ; mais comme ses projets pour la refonte du théâtre de Düsseldorf échouent, il retourne dans sa ville patrie et son plan pour Kalkum n'est pas exécuté.

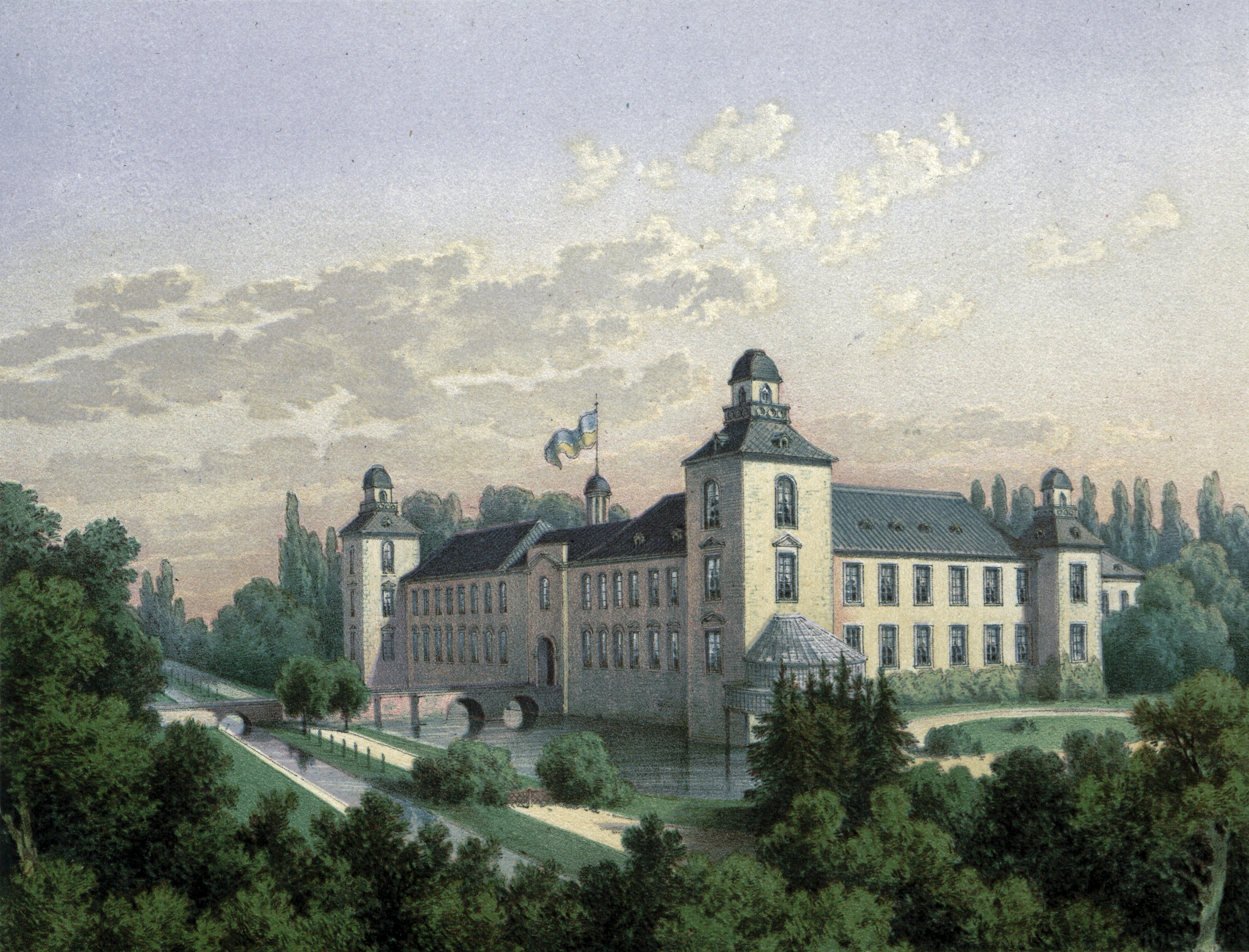
Le château de Kalkum avant 1841, lithographie de la collection Duncker

Dès 1818 un autre architecte s'occupe des travaux sur le château : Anton Schnitzler, un élève de Vagedes,.
Selon ses plans, le bâtiment des cuisines dans l'aile sud-est est complètement changé en 1821. Il donne au bâtiment un deuxième étage bas, pour l'égaliser en hauteur avec la maison de maître qui lui est accolée à l'ouest. Le nouvel étage servira dorénavant comme logement pour les domestiques. L'architecture de la façade extérieure est aussi changée, avec un avant-corps central plat et de nouvelles fenêtres. Schnitzler utilise là une astuce : pour que la façade des trois étages du bâtiment des cuisines s'ajuste à la maison de maître à deux étages, la suite inférieure des hautes fenêtres à sommets arrondis éclaire non seulement le rez-de-chaussée mais aussi l'étage intermédiaire situé au-dessus, et peu élevé. C'est probablement au cours de ces travaux de rénovation que l'entrée sud est pourvue de la tour carrée de coin sur l'aile des cuisines. À peu près à la même époque, en 1820, des maisons pour les employés du château sont construites sur la bordure sud du parc du château. Jusqu'aux années 1820, le nord de l'aile ouest du château et l'étage supérieur de l'aile de l'administration et des domestiques en sont restés au gros œuvre. C'est alors qu'on procède à leur aménagement intérieur. La raison en est le manque de place dû à la naissance de plusieurs enfants dans la famille Hatzfeldt. Le 10 août 1822, Maria Anna marie son petit-fils Edmund avec sa parente de 17 ans Sophie von Hatzfeldt-Schönstein dans la chapelle du château d'Allner. Deux jours après la cérémonie, la famille organise pour le jeune couple un mariage pompeux au château de Kalkum, où ils vont s'établir. C'est justement pour cette fête que le billard est restructuré. Dans les jours suivants, de nombreuses vitres du château doivent être remplacées, car elles ont été cassées par le feu d'artifice le soir de la fête.
Jusqu'à 1833, il y a au coin nord-est une mince tour carrée avec un bulbe baroque doublement galbé, qui sert de pigeonnier. Cette année-là, elle est démolie et la brèche est comblée par un mur. En septembre de la même année, la comtesse Maria Anna von Kortenbach décède. Son petit-fils Edmund prend sa suite comme propriétaire du château. Il engage en 1836 l'architecte de la ville d'Essen, Heinrich Theodor Freyse, qui a été précédemment responsable de la reconstruction du château de Heltorf, pour diriger comme architecte la transformation des pièces de la maison de maître. Sous sa direction, sont créées à partir de 1837 ce qu'on appelle les pièces d'apparat. Ces pièces d'habitation et de réception reçoivent jusqu'en 1841, d'après les plans de Freyse, un décor classique tardif onéreux. Dans ce but, on reprend deux des spécialistes, Ludwig Pose et le tapissier Lentzen, qui ont déjà été responsables du décor intérieur sous Leydel. Les travaux de stuc sont exécutés par le maître stucateur Lenhardt et son compagnon Moosbrugger. Les sculptures viennent de l'atelier du sculpteur de Düsseldorf Dietrich Meinardus. En 1841/42, les travaux se terminent, alors que l'aile ouest du château ainsi que les autres façades de la maison de maître et de l'aile d'administration reçoivent un nouveau crépi, peint en rose clair selon la proposition de Freyse.

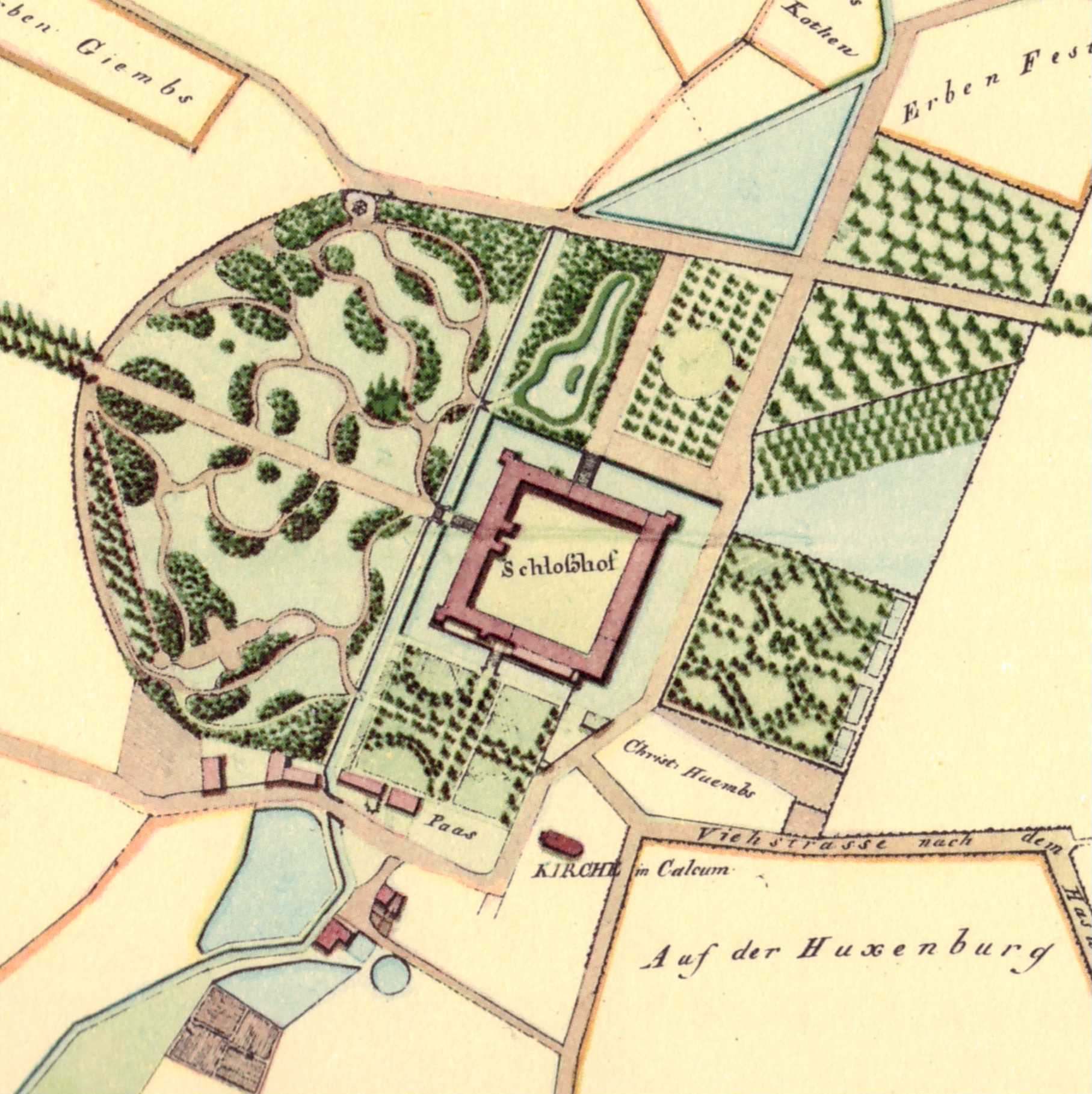
Le château de Kalkum avec son parc et son jardin ; extrait d'une carte pas tout à fait exacte du géomètre S. Pesch, mai 1823

En même temps que les travaux de rénovation, à partir de 1808, la comtesse Maria Anna fait aménager un nouveau parc pour le château, dans le style à l'anglaise. Les plans en sont fournis par Maximilian Friedrich Weyhe, qui se met d'accord sur ce projet avec Georg Peter Leydel. Sans doute est-ce même sur la recommandation de Leydel que Weyhe obtient le contrat. À l'ouest du château, il reste encore un petit parc de l'époque baroque, qu'il  s'agit de transformer et en  même temps d'agrandir. Pour pouvoir accomplir l'agrandissement, des terrains sont acquis par échange à l'ouest du château. Le 18 novembre 1807, Maximilian Friedrich Weyhe descend pour la première fois à Kalkum pour se faire une idée de l'endroit et entreprendre un bornage. Dès le 26 janvier, il apporte à la maîtresse du château les plans pour la transformation et les nouveautés du parc de Kalkum, dont les originaux ne subsistent plus aujourd'hui,. Le jardinier de la cour de Düsseldorf dirige les travaux de jardin à Kalkum jusqu'en 1819 (cette année-là, le parc est essentiellement terminé), mais de nouveaux éléments sont constamment apportés au plan initial, si bien que les travaux durent jusque 1825,,. Sous la direction de Weyhe, ce n'est pas seulement un nouveau parc paysager qui est aménagé, mais aussi des espaces plus utilitaires, comme un étang et un manège au nord du château. Avec Leydel, il pose le 12 juin 1809 les limites définitives du jardin anglais et ensuite il ira jusqu'en 1819 une fois par mois à Kalkum pour surveiller le déroulement des travaux. Jusqu'à 1818, 7 572 arbres et buissons seront livrés à Kalkum pour la mise en forme des jardins et du parc. Weyhe fait canaliser le Schwarzbach, qui alimente encore aujourd'hui les douves du château, si bien qu'il coule en ligne droite du sud au nord du côté ouest. Il utilise les déblais de l'excavation de l'étang au nord du château pour amonceler, entre novembre 1812 et mai 1813,, au nord du jardin paysager un tertre sur laquelle il fait édifier jusqu'en 1818 un petit temple dans la tradition des chinoiseries. L'année suivante, un stand de tir est aménagé dans la région sud-ouest du parc, ensemble avec la rénovation de la  glacière située à proximité. Au sud des bâtiments du château, devant les douves à la hauteur de l'aile de la maison de maître, il existe un ancier jardin formel marqué traditionnellement par une croix de chemin, que Weyhe transforme en jardin utilitaire. La partie de la douve adjacente à ce jardin est comblée en 1825 et la surface ainsi gagnée jointe au jardin sud. En 1835, sur cette surface, au sud de la tour sud-ouest, une serre luxueuse est érigée, selon les plans de Weyhe. En outre, vers l'est, appuyée sur le mur sud, une orangerie de plus de 20 m, et parallèlement, en été  1838, la serre à ananas.
Après la fin des travaux sur les bâtiments du château et sur l'aménagement des jardins, le château n'est que rarement  utilisé par la famille Hatzfeldt comme séjour. Elle se tient la plupart du temps à Düsseldorf. Dès 1840, l'activité agricole, ainsi que les étables à porcs et bétail sont abandonnés. Kalkum ne sert presque plus que comme le siège de l'administration des Hatzfeldt, sous l'autorité d'un administrateur. Néanmoins, la propriété attire l'attention du  public encore une fois pendant le XIXe siècle, quand la comtesse Sophie von Hatzfeldt demande à partir de 1846 la séparation d'avec son mari Edmund. Leur mariage a été conclu en 1822 pour de pures raisons de politique familiale, et n'est pas une liaison heureuse. La situation dégénère en une véritable querelle de divorce, conduite par les deux parties avec une dureté acharnée. La comtesse se fait représenter par le jeune Ferdinand Lassalle comme avocat. Le procès en divorce passe devant six tribunaux, avant que les parties s'accordent sur un compromis selon lequel Sophie von Hatzfeldt récupère ses alleux, et devient ainsi financièrement indépendante.

### Usages variés et décadence
Sous le fils d'Edmund et de Sophie, Alfred, et sa femme Gabriele von Dietrichstein-Proskau-Leslie ont eu lieu encore dans la deuxième moitié du XIXe siècle quelques travaux mineurs de construction au château, comme en 1867, l'installation de plusieurs fours à porcelaine. Peu après, il y a vers 1870 des modifications à la décoration intérieure, par lesquelles l'aménagement classique dans toutes les pièces d'habitation disparaît, à l'exception de la salle de musique. Néanmoins, le prince Alfred et sa femme ne passent encore que peu de temps à Kalkum. À Alfred, qui est élevé le 10 mai 1870 au rang de prince prussien, succède en 1911 son neveu Paul Hermann von Hatzfeldt. Il abandonne définitivement Kalkum comme résidence, et l'administration des Hatzfeldt est déménagée en 1912 vers le château de Crottorf, la résidence principale de Paul Hermann et de sa femme Maria von Stumm. La maison de maître est immédiatement louée, les propriétaires du château ne se gardant que quelques pièces pour des séjours provisoires à Kalkum. Parmi les locataires, on compte notamment les familles von Spee, von Stumm et von Benningsen. Comme outre le propriétaire, certaines familles au service du prince conservent leur appartement dans le château, les bâtiments et le parc continuent à être bien entretenus. Ceci ne change même pas quand en 1915, pendant la première Guerre Mondiale, un dépôt de recrues est établi dans le château, ni après la guerre, quand y prennent place d'abord un conseil de soldats puis de spartakistes. De 1938 à 1945, le peintre Richard Gessner y habite. Il conserve ses impressions sur la propriété dans de nombreux tableaux, que l'on peut voir actuellement notamment au musée de la ville de Düsseldorf.
Le bon état architectural de la propriété, bien conservé jusque là, change avec la seconde Guerre mondiale. Pour la  protection de l'aéroport de Düsseldorf situé non loin, une tour de DCA est aménagée dans la cour intérieure. Les équipages et les officiers de DCA occupent les bâtiments du château tandis que les aides sont logés dans des baraques spécialement établies pour eux dans la zone du manège au nord du parc. Pendant la guerre, le château de Kalkum ne reçoit pas d'impact direct de bombes, mais de nombreux impacts dans le voisinage provoquent des problèmes massifs dans l'équilibre de la charpente. L'utilisation inconsidérée comme hébergement pour les soldats ainsi que comme espace de stockage pour des firmes de Düsseldorf sont préjudiciables pour la substance du bâtiment. De plus, l'effet de fendillement par les tirs de DCA amène de fortes dégradations à la population d'arbres du parc, qui s'ensauvage progressivement à cause du manque de forces de travail. Après la fin de la guerre, les troupes d'occupation anglaises confisquent la propriété et transforment la maison de  maître en mess des officiers. Pour des raisons hygiéniques, ils éliminent beaucoup des précieuses tapisseries et les brûlent. En 1946, les Britanniques évacuent le château.

### Vente à la Rhénanie-du-Nord-Westphalie et transformation en archives
Après le départ des soldats anglais, la propriétaire d'alors Maria von Hatzfeldt offre le château avec son parc et les surfaces agricoles voisines au Land de Rhénanie-du-Nord-Westphalie nouvellement créé, pour 750 000 reichsmarks. Le Land accepte cette offre. Le contrat de vente correspondant, dans lequel la maîtresse du château conserve quelques pièces pour elle et ses employés dans l'aile de l'administration jusqu'à 1961, est daté du 15 novembre 1946. Le gouvernement du Land le confirme le 3 février 1947, pour aménager dans les bâtiments du château un centre de formation et de travail en métiers d'art pour les réfugiés de guerre, car au moment de la vente la propriété sert d'habitation à parfois plus de 100 réfugiés. L'exemple précurseur pour ce projet est l'association pour les soins de travail d'art à la maison de Rhénanie existant depuis déjà environ dix ans, qui poursuit le but de former des réfugiés et des invalides pour le travail à domicile dans les domaines artistiques. Le château de Kalkum est adapté à ce but en 1948/1949, en ne privilégiant pas la conservation des monuments historiques, mais l'utilitarisme pour l'habitation et le travail. Pour les travaux budgétisés à 20 000 reichsmarks, on compte aussi le remplacement des fenêtres,. Mais le plan d'aide aux réfugiés est victime de la réforme monétaire de 1948, et les activités correspondantes sont arrêtées le 30 juin 1950. Les responsables cherchent alors une autre utilisation. On parle d'un hospice de vieillards pour les réfugiés, d'une école ménagère, d'un  poste de police et d'une école de pompiers. Ceci n'est pas plus réalisé que les  plans d'installer un bureau d'administration ou un centre de conférences, ou d'utiliser les bâtiments comme hôtel. Pendant ces nombreuses réflexions et propositions, la propriété négligée se dégrade toujours plus. La maison de maître doit finalement être abandonnée parce  que la charpente du toit est complètement pourrie par l'humidité et les murs à colombages ne sont plus assez solides. En 1952, une situation de nécessité donne une nouvelle perspective d'utilisation : les actes notariés des archives principales de Düsseldorf, qui avaient été déménagés pendant la guerre aux châteaux de Linnep et de Gracht, doivent revenir et être rassemblés à Düsseldorf,. Les ailes nord et est des dépendances de Kalkum fournissent la place nécessaire, où un magasin provisoire est aménagé. De cette solution de fortune naît le projet d'utiliser à long terme le château de Kalkum comme annexe des archives principales de l'État.
Pour satisfaire aux besoins des archives, des travaux approfondis de réhabilitation et de restauration des bâtiments sont nécessaires, et ils commencent en avril 1954 sous l'autorité de la direction des bâtiments de Düsseldorf. Dans une première phase, jusqu'en mars 1955, les ailes nord et est sont transformées en un magasin nouvellement aménagé, des garages y sont incorporés et un chauffage est installé. Dans une deuxième phase, jusqu'en août 1956, a lieu la reconstruction de l'aile sud des dépendances en trois appartements et une archive spéciale, ce qui nécessite la démolition intérieure complète du bâtiment. En plus un appartement de police est aménagé dans l'aile nord. Des constructions en acier à l'intérieur y soutiennent les murs, incapables de supporter les charges. En outre, le château reçoit un nouveau toit, et les fenêtres brisées depuis la fin des années 1940 sont remplacées. Simultanément, en 1954, a lieu le curage des douves, où l'on ne trouve pas seulement les fondations du pigeonnier, mais aussi de grandes quantités de munitions encore actives des deux guerres mondiales. Il faut réaménager non seulement le  bâti, mais aussi les égouts de la propriété ; pendant les travaux de décapage dans la cour intérieure, on trouve en novembre 1954 les restes des fondations d'une tuilerie artisanale et des cubes de trachyte restant des travaux de démolition du début du XIXe siècle. Il s'agit des murs de fondation de deux phases médiévales, qui attestent archéologiquement que la maison de maître de la propriété de Kalkum a toujours été au coin sud-ouest actuel. Cependant ces restes de fondation restent des trouvailles de hasard ; des fouilles systématiques ne peuvent pas être entreprises pendant les travaux.

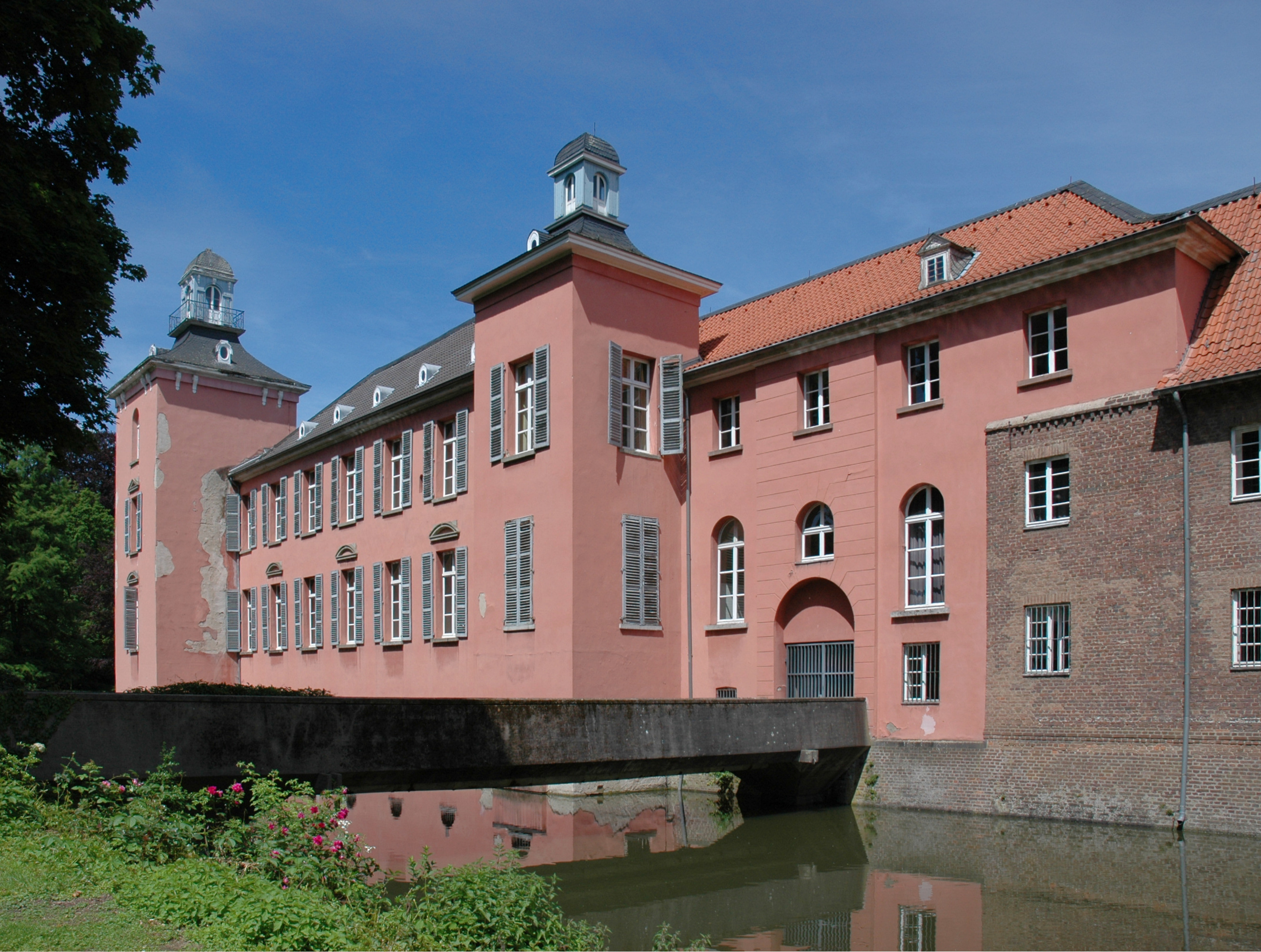
Maison de maître (à g.) et bâtiment des cuisines (à dr.) ont été restaurés en 1956–1960.

D'octobre 1956 à mi-1960, a lieu dans une troisième phase la restauration de la maison de maître et du bâtiment des cuisines attenant, pour pouvoir ensuite héberger les bureaux d'administration des archives à l'étage. De façon inattendue, on trouve au rez-de-chaussée de nombreux restes de l'ancienne décoration classique des pièces, si bien que l'on se décide à rétablir la décoration des somptueuses pièces. Les peintures au mur et au plafond sont reconstruites d'après les restes des papiers peints originaux ainsi que de restes de peintures. Dans une quatrième phase de restauration, de novembre 1958 à décembre 1962, l’aile de l'administration et des domestiques est démolie et remplacée par une installation de cinq étages de magasins compacts. Ainsi le front nord du bâtiment jusqu'alors à trois étages est égalisé à la façade ouest à deux  étages. Ensuite, tout le front ouest y compris les façades de la maison de maître et de l'aile de l'administration et des domestiques reçoit un nouvel enduit rose à la chaux et à la caséine (Caput Mortuum dans la chaux et l'huile). La cinquième et dernière phase de travaux est à partir de 1962 la mise en forme des autres façades et la reconstitution du parc par Franz Josef Greub. Les travaux sont terminés en automne 1967, alors que l'année précédente, la douve sud a été recreusée et munie d'un pont en béton moderne. Les coûts totaux de la réhabilitation et des modifications sur 13 ans s'élèvent à 4 675 000 DM. Elles n'étaient pas encore achevées quand l'archive annexe des archives principales de l'État à Düsseldorf commence son fonctionnement avec environ 3 400 m2 de place et 25 km de rayonnages,,.

### Le château de Kalkum jusqu'à maintenant
Après les travaux importants des années 1950 et 1960, le château n'a vu que des mesures de conservation relativement légères. On a eu par exemple la rénovation du crépi dans les années 1980 à 1981, en 1995 le creusement d'un nouveau petit étang au nord de l'aile d'administration et des domestiques, qui s'y était déjà trouvé là précédemment,. Outre le département de Rhénanie des archives du Land, le château de Kalkum héberge aussi depuis 1970 une partie des Archives Vester, Institut pour l'histoire de la pharmacie, une collection rassemblée par le pharmacien Helmut Vester. La partie conservée à Kalkum renferme une bibliothèque spécialisée sur le thème de la pharmacie ainsi que des images et des cartes sur des pharmacies et leur histoire. S'y ajoutent environ 400 verrines remplies de drogues brutes. En 1993, l'archive Vester est déménagée vers la Suisse, au musée de la pharmacie de l'université de Bâle.
Les pièces de réception classiques reconstruites à haut prix dans la maison de maître servent actuellement à des réceptions occasionnelles du ministère de la culture. Les pièces d'approvisionnement nécessaires sont localisées dans le bâtiment des cuisines voisin. Parfois, des expositions d'art y ont lieu, et une des salles peut être utilisée pour des congrès. Au milieu des années 2000, une initiative citoyenne s'est fait entendre pour qu'une zone plus étendue du château soit accessible au public : ses supporteurs souhaitent que l'orangerie au coin sud-est du parc, utilisée jusqu'alors comme zone de débarras, soit aménagée pour des buts culturels et offerte à de jeunes artistes comme forum de présentation. Le plan n'est toutefois pas réalisé.
Depuis, (à la date de mai 2014), l'avenir de la propriété du château reste incertain, car un déménagement progressif des archives qui y sont logées vers les archives du Land de Rhénanie-du-nord-Westphalie à Duisbourg est prévu. Celui-ci est devenu nécessaire, pour faire face aux problèmes d'espace et de capacité des archives principales de l'État. En même temps, avec la concentration, il faut développer des synergies avec les annexes existantes des archives du Land. Une partie des stocks a déjà été déménagée  de Kalkum dans la ville de la Ruhr. Quand le déménagement sera terminé, le Land de Rhénanie-du-Nord-Westphalie souhaiterait vendre la propriété pour quelques millions. Mais il faut s'assurer qu'au moins le parc reste ouvert au public.

## Description

Plan schématique

### Extérieur
Le château de Kalkum est une construction fermée à quatre ailes en maçonnerie de briques avec des tours carrées en coin au nord-ouest et au sud-ouest. Les bâtiments encerclent une cour intérieure à peu près carrée et sont entourés de tous côtés par une douve pleine d'eau. Le château classique, dont le cœur date de l'époque baroque, est situé au centre d'un vaste parc. Au coin sud-ouest se trouve la maison de maître, dont les deux ailes se rencontrent à angle droit. Les deux ailes n'occupent qu'une partie des ailes ouest et sud. Les autres ailes du château ont été plus tôt occupées par les dépendances et par des bâtiments pour l'administration du  domaine. Le matériau de construction pour la maçonnerie est la brique, mais aussi le trachyte, le tuf d'Ettringen et le calcaire de Rating pour les encadrements de fenêtres et portes.

### Cour de l'exploitation

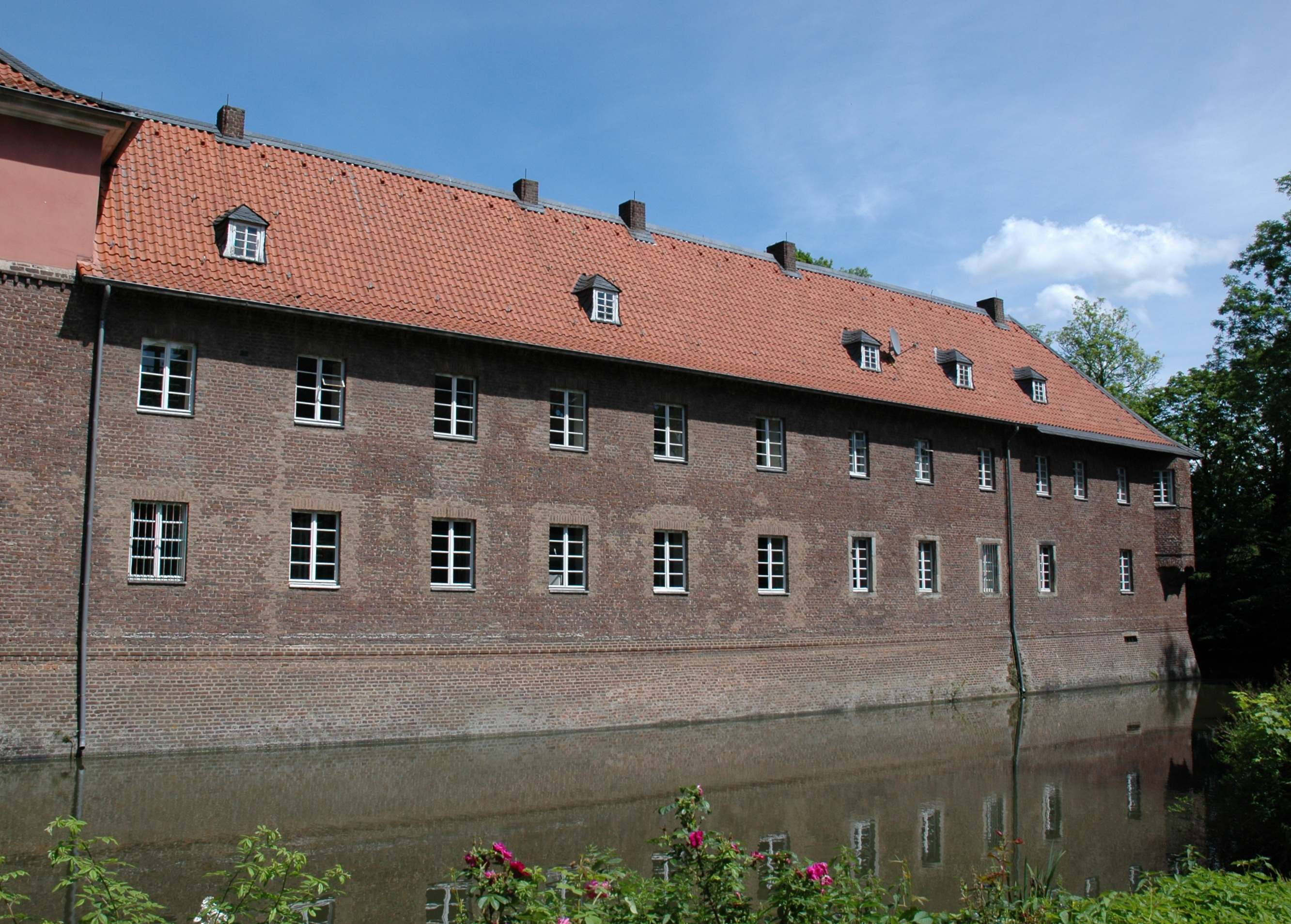
Aile sud des dépendances

La cour de l'exploitation, en maçonnerie non crépie, aussi nommée dépendances, occupait dans le temps les parties est des ailes nord et sud ainsi que l'ensemble de l'aile est du château. Au rez-de-chaussée s'y trouvent les étables des bovins, des ovins et des gibiers, et les écuries, ainsi que l'écurie des seigneurs, la sellerie, le logement des cochers et la pièce de nettoyage. Après l'abandon des activités agricoles, quelques écuries sont utilisées comme remises à voitures, comme manège ou comme magasin à bois. À l'étage, se trouvent les logements des soigneurs des chevaux et des bestiaux, le personnel d'écurie, et autres domestiques, comme le surveillant des forêts, dont l'appartement est aménagé en 1807. Il est transformé en appartements dans les années 1960. L'aile est des dépendances contient en outre un grand grenier à céréales. Au coin sud-est du bâtiment se trouve à l'étage un petit encorbellement qui figure déjà sur le dessin de Roidkin du XVIIIe siècle, et qui appartient donc au bâtiment baroque. Précédemment, il est probablement plus haut que le toit, et sert de guet,. La façade extérieure au sud et à l'est est ornée sur les bords supérieur et inférieur d'une simple frise dentée, qui se retrouve en partie aussi sur les façades du côté de la cour. Initialement, tous les côtés de la cour d'exploitation en sont décorés.

#### Partie ouest
La partie ouest du château consiste, dans la zone sud-ouest, de la maison de maître avec la tour de coin, son pendant étant au coin nord-ouest du château, et d'un bâtiment central qui relie les deux parties et en même temps abrite le portail principal. Comme les pièces d'habitation et de l'administration du château se trouvent sur cette zone, la partie ouest, longue de plus de 100 m, est particulièrement luxueuse, et forme la façade d'apparat. Ceci s'exprime par exemple dans le fait qu'elle est ornée d'un crépi rose et en plus est plus haute que les bâtiments de ferme.

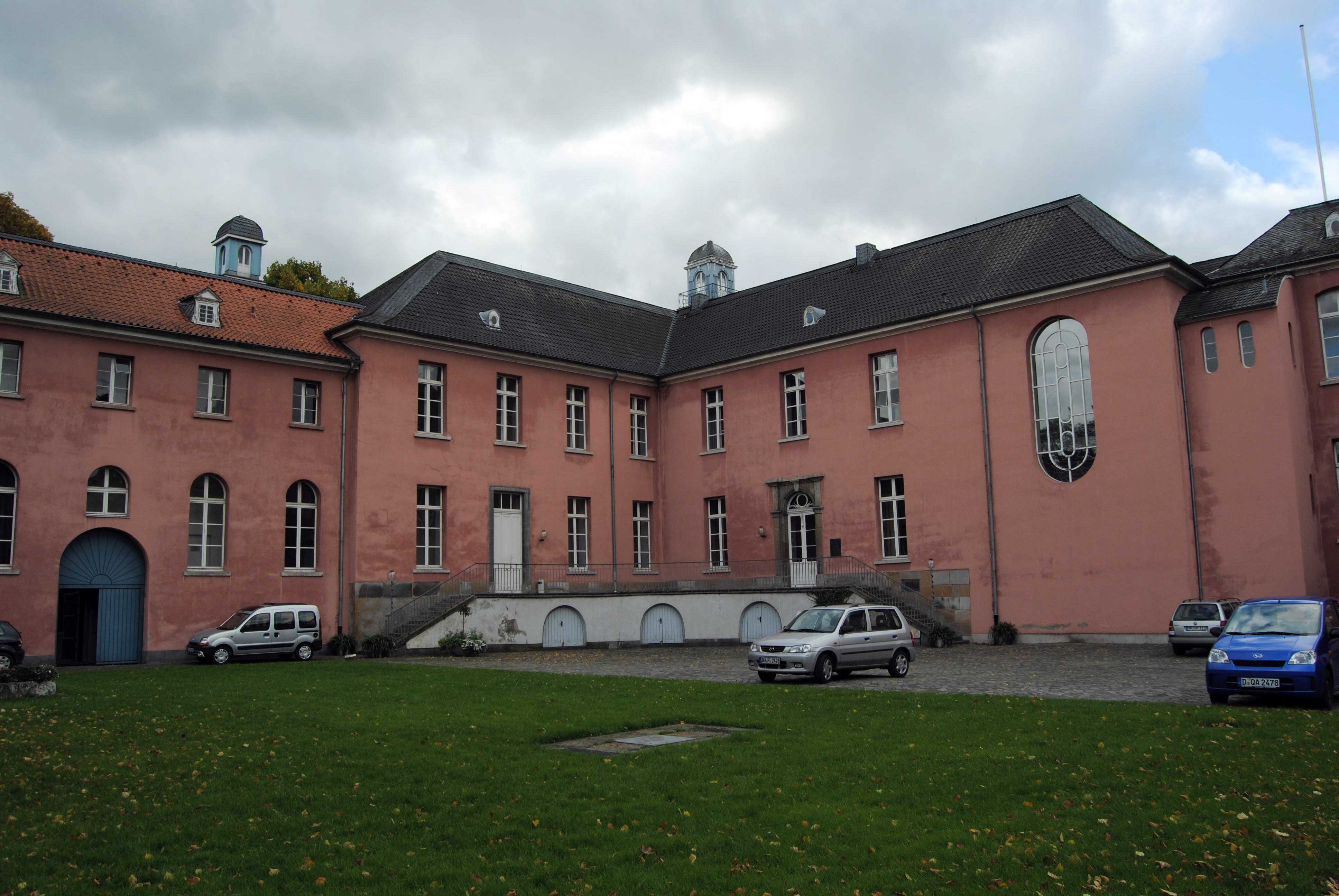
Maison de maître et bâtiments des cuisines, vus de la cour intérieure

La partie nord de l'aile ouest est occupée au rez-de-chaussée avant la reconversion en espace d'archives par des surfaces de rangement et de stockage, et des pièces de service. À l'étage, se trouvent les pièces d'habitation, les chambres à coucher des maîtres et les chambres des invités. À l'extérieur, cette partie du château ressemble à l'aile ouest de la maison de maître. La partie ouest de l'aile nord est appelée aile de l'administration et des domestiques, ou brièvement aile de l'administration. Le rez-de-chaussée est l'ancien logement du locataire de l'exploitation, tandis que l'étage ajouté plus tard prend les espaces d'administration ainsi que l'appartement de l'administrateur. Comme la partie nord de l'aile ouest, le bâtiment possède un toit en croupes couvert de tuiles. Actuellement, l'aile de l'administration contient avec le nord de l'aile ouest un stockage d'actes des archives du Land. À son extrémité est, se tient une mince tour carrée de deux étages couverte par un toit en croupes. Elle possède un pendant presque identique au coin est de la maison de maître. Les façades extérieures des deux ailes sont divisées selon huit axes par des fenêtres, où quatre des huit fenêtres du rez-de-chaussée possèdent un larmier en arc surbaissé. Ce rythme se prolonge à l'étage de toit par des petites lucarnes. Les fenêtres de la maison de maître sont — comme presque toutes les fenêtres du côté ouest — munies de volets gris. Les arcs surbaissés se retrouvent  au-dessus des fenêtres de rez-de-chaussée des deux tours de coin à trois étages, tandis que les ouvertures situées au-dessus au premier étage sont couronnées de pignons triangulaires. Les deux tours possèdent des bulbes galbés, fermés par une lanterne entourée d'une galerie. Les bulbes des tours de Kalkum ressemblent ainsi un peu à ceux du château de Clemensruhe à Bonn-Poppelsdorf. La maison de maître a deux entrées du côté cour, qui disposent chacune de son propre petit escalier extérieur. Ceux-ci ont été reliés ensemble en 1824 par une plateforme commune. À côté de l'entrée dans l'aile ouest, une plaque commémorative en bronze rappelle la « comtesse rouge » Sophie von Hatzfeldt.

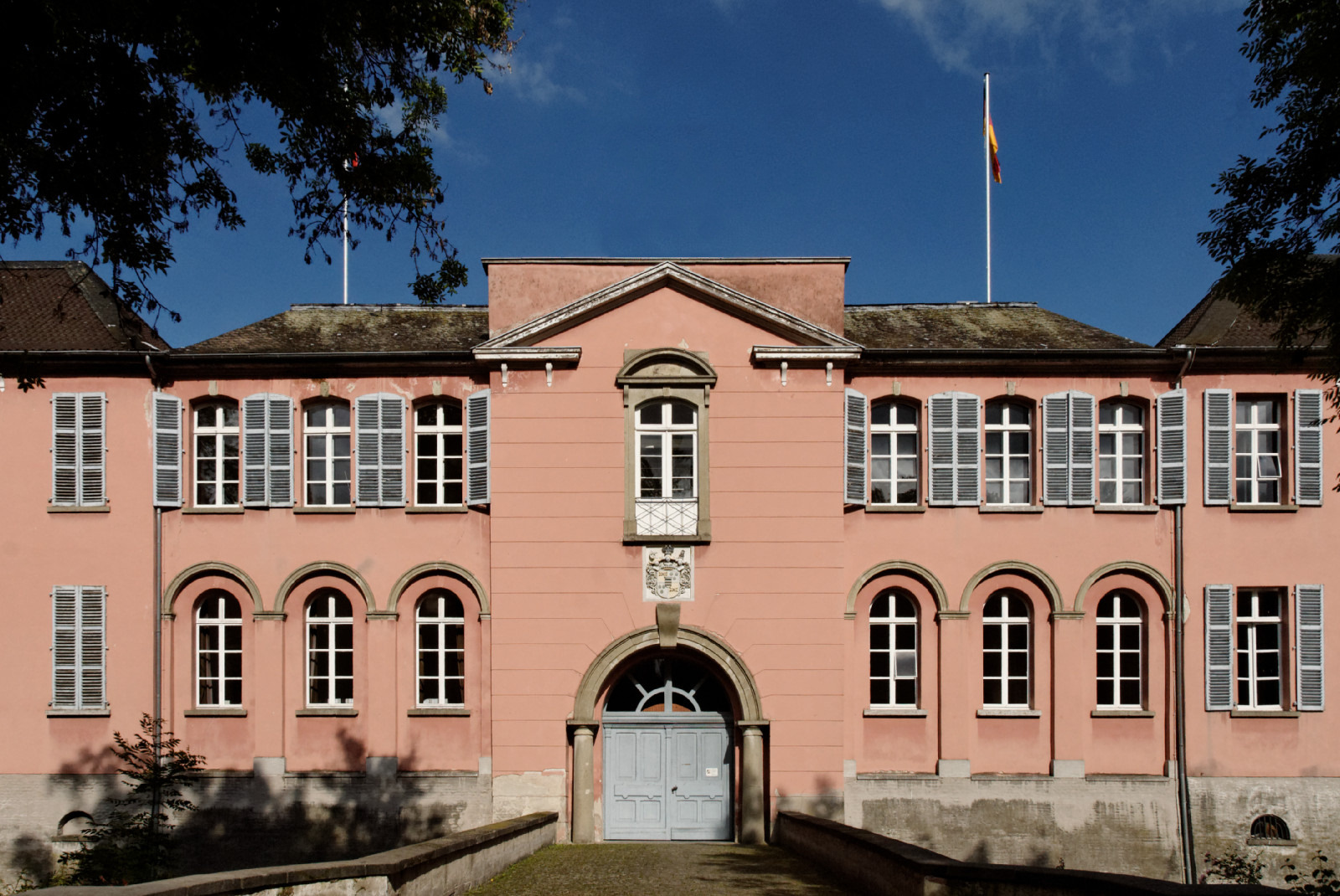
Centre de l'aile ouest avec le portail principal

Le milieu du fronton ouest est occupé par un bâtiment intermédiaire comprenant le portail principal du château. Contrairement aux fenêtres des autres parties du château, le bâtiment possède au rez-de-chaussée des fenêtres en plein cintre, entourées d'arcatures aveugles. Bien que comportant deux étages, son toit en croupes plat le rend plus bas que les autres parties de la partie ouest. La large allée d'entrée baptisée le 18 septembre 1931 « allée du château de Kalkum », parcourt un peu plus de 1 km en ligne droite vers ce portail. Peu avant le pont à trois arches au-dessus de la douve, l'allée passe au-dessus du Schwarzbach par un petit pont de briques de 1809, flanqué de deux statues de lions couchés. Ils ont été faits en 1652 par le maître sculpteur Johann von Kaiserswerth. Le portail ouest désigné aussi par portail anglais, avec son arc en plein cintre, se trouve dans un avant-corps, et est muni de fentes apparentes et d'un pignon triangulaire plat. Il est flanqué de colonnes doriques. Au-dessus de l'arc du portail se trouve un relief richement orné avec les armes de la famille de von Hatzfeld-Wildenburg. Dans les champs 1 et 4, il présente les armes des Hatzfeld (ancre noire sur fond d'or), et dans les champs 2 et 3 les armes des Wildenburg (trois roses sur fond d'argent). Le relief est créé en 1854 par le sculpteur Dietrich Meinardus, qui crée la porte d'entrée ouest de la maison de maître richement ornée de sculptures sur bois.

#### Portail nord, bâtiment des cuisines et cour intérieure

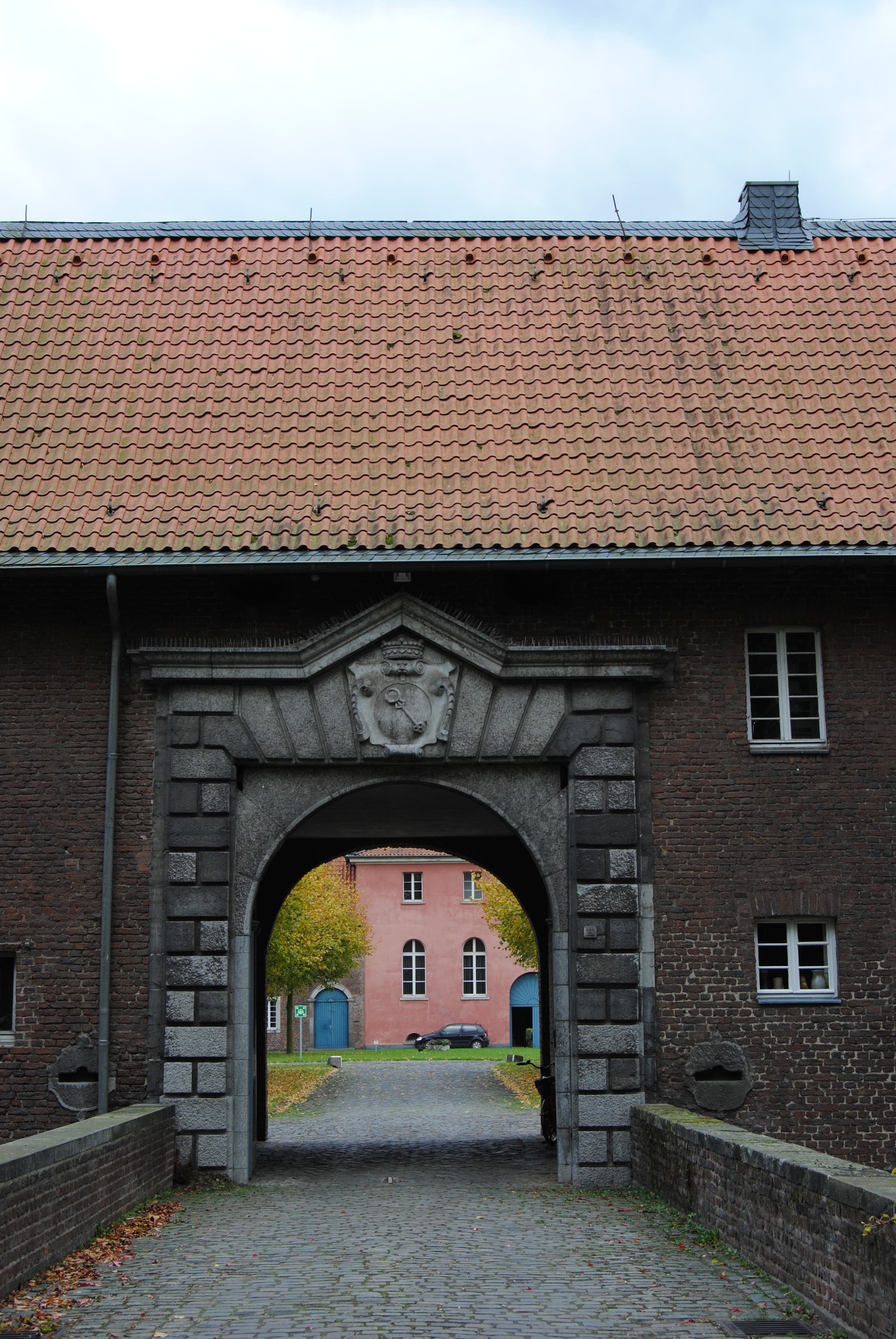
Portail nord

Jusqu'à la transformation classique au début du XIXe siècle l'accès principal au château est au nord de la zone. En conséquence le portail du château, au milieu de l'aile nord, est constitué plus richement que le reste de l'aile nord. Un pont à quatre arches y conduit, les trois premières arches consistant en arcs de trachyte, le dernier étant en briques, et on a des documents attestant qu'elle avait un pont-levis. Des ancres en forme du nombre 1775 attestent de l'érection du pont en cette année, remplaçant alors un prédécesseur en bois. Les rouleaux du pont-levis d'alors sont encore conservés dans l'arc en plein cintre du portail, et la cavité pour recevoir le pont est encore bien reconnaissable. En outre, deux embrasures pour des arquebuses aux côtés du portail encadré par des bossages de calcaire de Rating avertissent de sa puissance défensive passée. Sur la clé de voûte de l'arc du portail se trouvent les armes de la famille de Winkelhausen, encadrées de conques et de volutes et couronnées d'une couronne de comte. Elle était probablement exécutée en couleur dans le temps. On y trouve le nombre 1663 encore partiellement visible, ce qui annonce l'année de construction de cette aile.
La seule ouverture entre le sud de la maison de maître et le bâtiment sud de la ferme est fermée depuis 1810 par le dit bâtiment des cuisines. Le nom de ce bâtiment intermédiaire à trois fenêtres, montre qu'une cuisine y est installée depuis lors. Ses trois étages — les deux étages supérieurs sont nettement moins hauts que le rez-de-chaussée — sont fermés par un toit en terrasse. Le rez-de-chaussée du bâtiment des cuisines contient un portail accessoire, auquel conduit aujourd'hui un pont moderne en béton. Précédemment, les douves sud étaient franchies par un pont de bois, qui conduisait à la mince tour carrée voisine. Ses fondations ont été retrouvées en 1948 pendant les travaux de réhabilitation.
Les façades du château sont toutes tenues très simples et donnent plutôt l'impression d'une ferme que d'une résidence princière. La seule particularité de la cour intérieure est les trois anneaux de tilleuls, qui occupent les trois quarts de la surface de la cour. Le quatrième quart, du côté de la maison de maître, est une cour pavée. Les arbres avaient été plantés en 1825 selon les plans de Weyhe.

### Pièces intérieures actuelles
En tout, le château de Kalkum présente 6 500 m2 de surface utile. Par l'entrée principale du côté cour avec son  encadrement de marbre de Rating, le visiteur accède au vestibule dans l'aile ouest de la maison de maître. À cause de son pavage en marbre noir et blanc, il est appelé salle de marbre ; cette pièce est la première d'une série de pièces d'habitation et de représentation, que l'on appelle encore aujourd'hui pièces d'apparat. Cette suite de pièces consistant en  salle de marbre, pièce brune, pièce verte, billard, salon de musique ainsi que l'ancienne salle à manger et la bibliothèque a été — à l'exception de l'ancienne salle à manger — rétablie de 1956 à 1960 dans son aménagement classique tardif, et équipée à la suite de mobilier historique et des lustres assortis. C'est ainsi que les pièces se présentent actuellement avec des peintures au mur et au plafond restaurées ou reconstruites, des stucs richement sculptés ainsi que des planchers coûteux avec des marqueteries. Des installations originales du XIXe siècle ne restent au château que deux miroirs et deux lustres, dont un dans le billard.
Les peintures au plafond de la salle de marbre sont encore originales et proviennent de Ludwig Pose. Dans six champs, elles présentent des motifs de chasse et d'automne en couleurs discrètes. Au milieu du plafond se trouve une grande rosace de stuc, qui à côté des riches frises, des dessus-de-porte et d'une lunette au-dessus de la cheminée de marbre, appartient à la riche ornementation en stuc de la pièce, faite par Lenhard et Moosbrugger. La cheminée possède des deux côtés de son ouverture des pilastres avec des chapiteaux en laiton bruni. Contrairement au plafond, la décoration des murs consiste exclusivement de champs vides, parce qu'on n'a retrouvé aucune trace de la décoration originale pour une restauration.
De la salle de marbre, on accède à la pièce verte, dont le nom vient de la couleur de ses murs. Comme la pièce brune voisine, elle possède comme élément dominant du plafond une grande rosace de stuc. Avec la pièce brune et le billard, elle partage une riche ornementation de la frise, consistant en une combinaison de stuc et de peinture murale. Dans la pièce verte, les éléments de frise peints sont des motifs d'épis et de sarments, tandis que dans la pièce brune, ils consistent en chapiteaux de pilastres et en arcs surbaissés. Les peintures ont pu y être reconstruites de façon remarquablement somptueuse, car elles étaient conservées au mieux dans cette pièce. On atteint le billard par une porte dans le mur nord de la pièce brune. Les éléments peints de la frise murale consistent en représentations de griffons. En outre, cette pièce possède une abondante décoration au plafond en forme de carrés peints en oblique par rapport à la longueur de la pièce, et un cartouche peint, rectangulaire, au lieu d'une rosace de stuc au milieu du plafond, et qui reprend les motifs de la frise murale.
L'aile sud de la maison de maître est occupée au rez-de-chaussée par deux grandes salles à  trois fenêtres. La salle est a été retrouvée dans les années 1950 sans trace du décor original, si bien qu'elle a été rétablie dans les formes les plus simples, et elle peut servir actuellement comme salle de congrès. Seule une rosace de stuc provient des temps anciens (vers 1870). À l'opposé, la salle ouest a pu être rétablie presque entièrement dans sa splendeur ancienne de 1836 à 1841. Cependant ses peintures de plafond originales sont perdues. D'après les motifs des panneaux des murs, qui représentent des lyres, on l'a nommée salle de musique. Au-dessus de la cheminée de marbre, sur la longueur, face aux fenêtres, se trouve un miroir mural encadré par de beaux ornements de stuc. Une frise de plafond en stuc et des arabesques circulant tout autour comme peintures murales complètent l'abondante ornementation de cette pièce, dont le sommet est le plancher recouvert de bois précieux avec des marqueteries de nacre. Ici aussi, c'est Ludwig Pose qui a été l'auteur des peintures décoratives, tandis que Lenhard et Moosbrugger ont fait les stucs. On atteint la bibliothèque au rez-de-chaussée de la tour sud-ouest par une porte cachée derrière un rideau. Cette pièce initialement carrée a été transformée, par la construction de murs d'angle, en un octogone. Contre trois des murs ainsi construits, on trouve des armoires à étagères en verre, installées là en 1854. Le plafond de la pièce imite le couvercle d'une cassette, tandis que le plancher marqueté porte un motif d'étoiles.
À l'étage de la maison de maître — le seul étage d'habitation du bâtiment — se trouvent aujourd'hui des bureaux administratifs avec une installation moderne, une bibliothèque, une salle pour les utilisateurs et les ateliers de restauration des archives du Land, qui s'y sont installées en juillet 1958. À l'exception de quelques stucs du stucateur de Krefeld Eugen Selb, il ne reste plus rien de la décoration originale de la première moitié du XIXe siècle. La seule pièce qui provient de l'ère des Hatzfeld est ce qu'on appelle la pièce de la tour. Il s'agit probablement de la chambre à coucher de la comtesse Maria Anna dans la tour du coin sud-ouest, ornée selon les plans de Leydel en style Empire.

### Parc du château

#### Nouvelle disposition de Weyhe

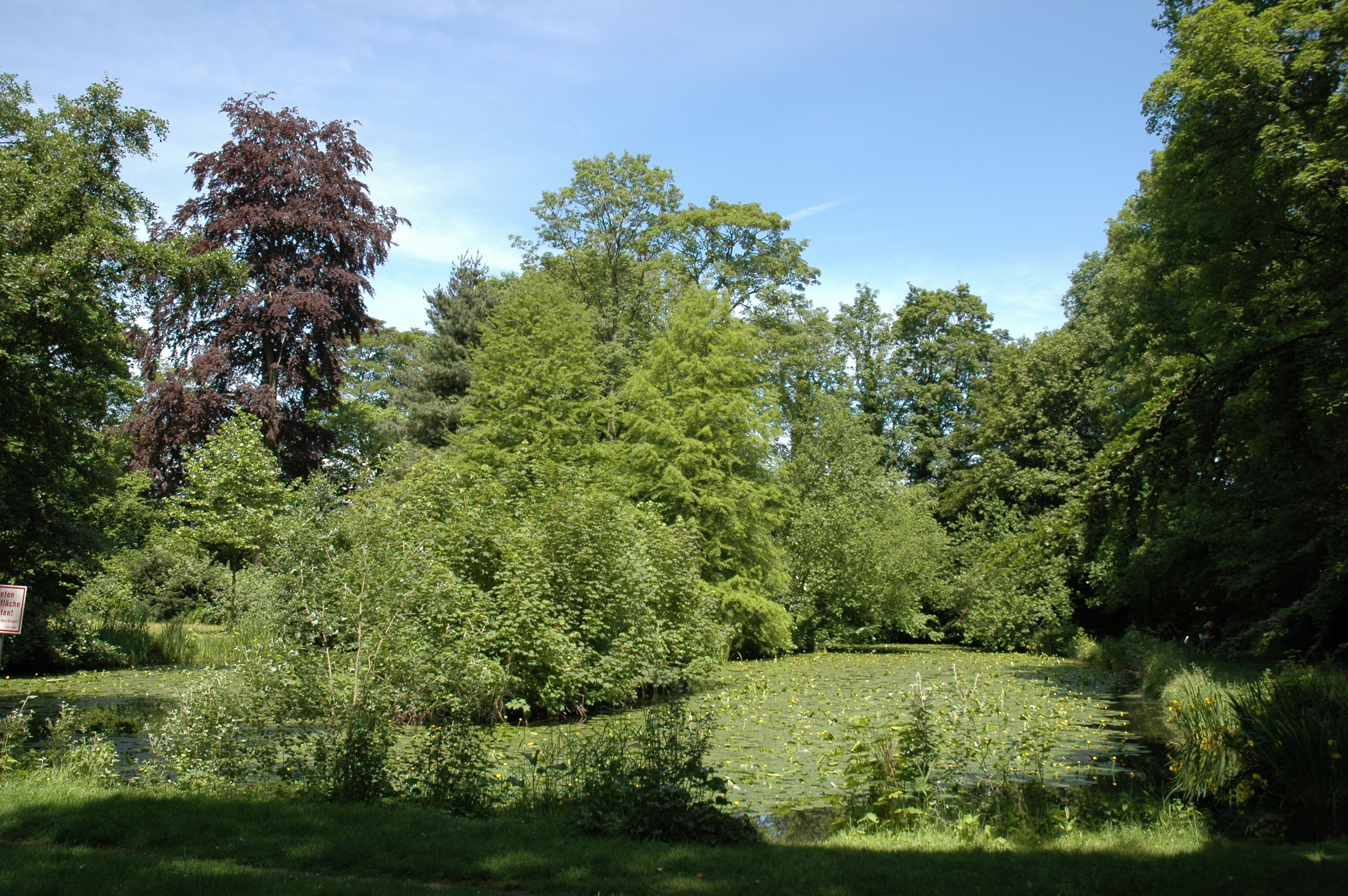
Étang anglais

Le projet de Maximilian Friedrich Weyhe pour le parc du château de Kalkum date de 1808. Il prévoit comme élément central un jardin paysager dans le style anglais, qui présente les éléments typiques de ce genre de parc : axes de perspective, chemins sinueux, arbres en groupes ou isolés. L'ancien moulin du château du XVIIIe siècle à la bordure sud du parc est inclus dans la disposition. Dans son plan, Weyhe prend en compte les jardins déjà existants sur les côtés ouest et sud du château. On voit déjà le jardin sud sur le dessin de Roidkin du XVIIIe siècle, et il y est relié au château par un pont de bois. Le jardin rigoureusement symétrique suit les modèles baroques et est partagé en quatre carrés égaux par deux chemins se coupant à angle droit au milieu. Au croisement, se trouve une rotonde plantée d'arbres, tandis que les chemins sont bordés de haies. Weyhe le transforme en jardin maraîcher. À l'est du château, il fait planter au-delà de la route un grand verger dessiné géométriquement, pour lequel on acquiert des abricotiers, des  cerisiers, des pommiers et des poiriers. Ils sont plantés le long de chemins qui convergent en étoile vers une rotonde centrale. Dans le jardin maraîcher sud, outre des arbres fruitiers, on trouve aussi des châtaigniers. Au nord du château, Weyhe crée deux espaces rectangulaires. Celui de l'est, formellement structuré en élément de jardin, est destiné à recevoir un manège, qui cependant ne restera jamais qu'une pelouse rectangulaire. Celui de l'ouest devient un long étang entouré d'arbres, avec une petite île, aussi appelé étang anglais. Il est entouré d'une bande de gazon et d'un chemin.

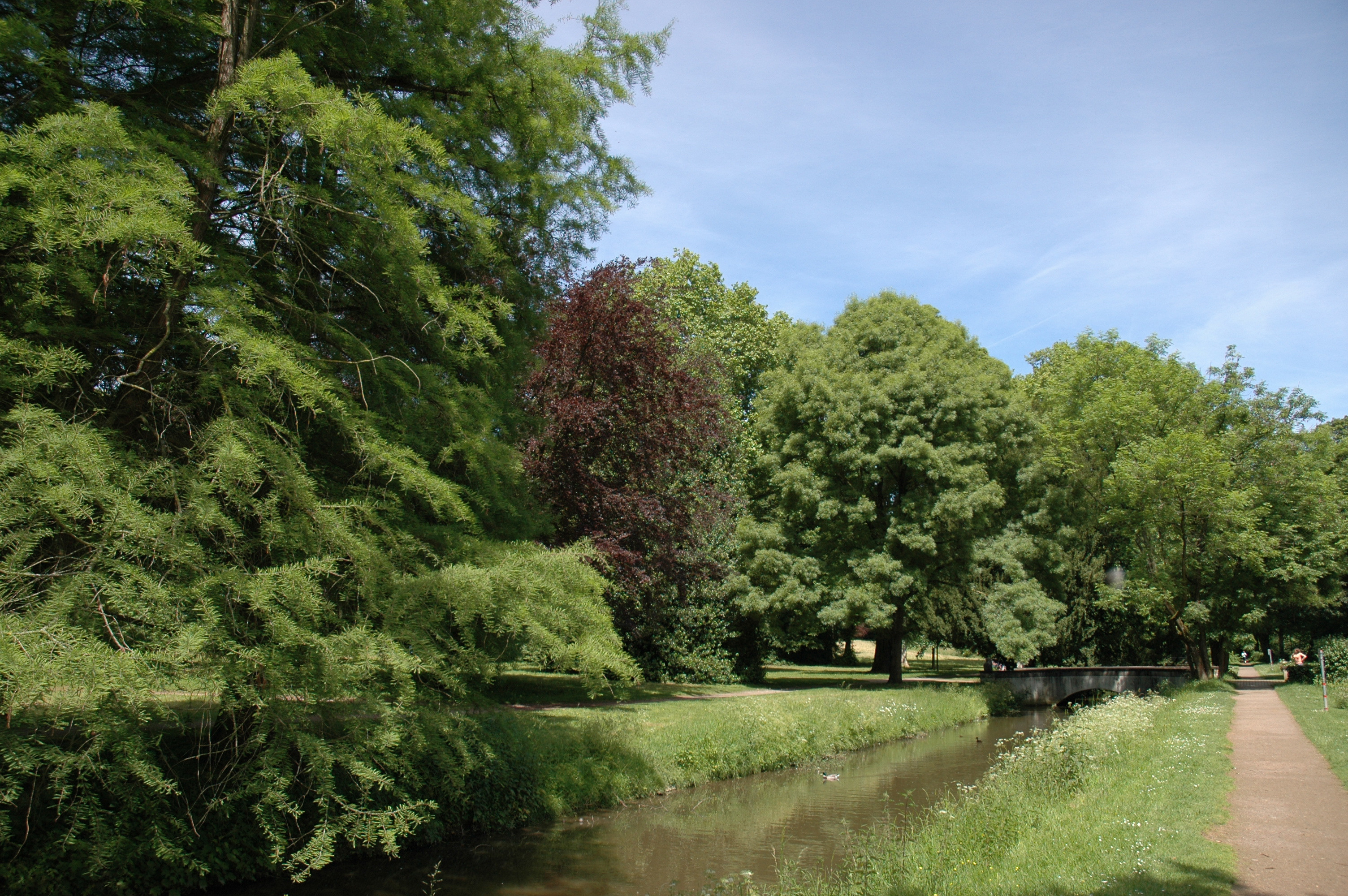
Le Schwarzbach, canalisé par Weyhe dans le parc du château

Le petit jardin subsistant à l'ouest de la propriété est substantiellement agrandi et l'axe médian du château est prolongé par l'allée du château jusqu'à Kaiserswerth. Pour la transformation en jardin anglais, Weyhe achète un grand nombre de divers arbres et buissons, notamment frênes, saules pleureurs, épicéas communs, acacias, pins blancs, châtaigniers, peupliers noirs d'Amérique, ormes de montagne et cèdres rouges,. Dans cette partie du parc il y a aussi une piste de quilles aménagée en 1812, que l'on reconnaît sur la carte de Pesch comme une structure en croix dans la partie sud du parc, un champ de tir consistant en un long mur fermé par un petit tertre, et une glacière qui existait déjà en 1809 sur le bord sud du parc. Sur un tertre fait avec les déblais de l'excavation de l'étang, un petit temple à plan hexagonal est érigé, entouré de huit colonnes et une corniche à huit colonnes,.
Avec son plan pour le parc, Weyhe crée des espaces de jardin séparés par leurs fonctions et leurs positions, communiquant avec les ailes du château voisines, et assorties par leur taille et leur dessin. Chacun de ces espaces est formé à sa manière, et remplit un rôle propre. Alors que les jardins paysagers et les compartiments nord sont consacrés aux passe-temps, au sport et aux plaisirs, les jardins sud et est remplissent des objectifs pratiques, où se mêlent les besoins esthétiques et pratiques, dans la mesure où les vergers et les maraîchages présentent aussi certains éléments décoratifs.

#### Le parc actuel
Du parc du château aménagé par Maximilian Friedrich Weyhe, restent encore actuellement les structures de base du jardin anglais semi-circulaire à l'ouest, les compartiments nord ainsi que la disposition au sol des jardins utilitaires au sud. Dans le parc, dont les terres s'élèvent et se creusent en vagues, on trouve en majorité des espèces d'arbres locales, et peu de bois exotiques. Par exemple, l'allée du château conduisant au portail ouest est bordée par des tilleuls. De ce chemin d'accès dans l'axe médian, partent deux chemins plus petits, en courbe, qui contournent le parc paysager enclos par des haies et des bosquets, jusqu'à ce qu'ils rencontrent les coins sud-ouest et nord-ouest du château, au Schwarzbach canalisé qu'ils traversent sur des petits ponts. Le Schwarzbach irrigue les douves du château ainsi que l'étang du nord. Il provient de Wülfrath, entre dans le parc par le sud, le traverse en coulant sur un long parcours parallèlement aux fossés ouest — séparé de ces derniers par une digue portant un chemin étroit — pour se jeter dans le Rhin à Wittlaer au nord du château. Au bord sud du parc, on trouve la glacière attestée dès le début du XIXe siècle, et dont l'entrée existe encore actuellement. À proximité, dans la zone de la prairie sud-ouest du parc, il y a un petit tertre avec de la maçonnerie. Il s'agit là des restes du stand de tir installé en 1819. Sur le bord nord opposé du parc on trouve la colline du temple artificiellement remblayée, mais dont le petit temple chinois en bois n'existe plus.

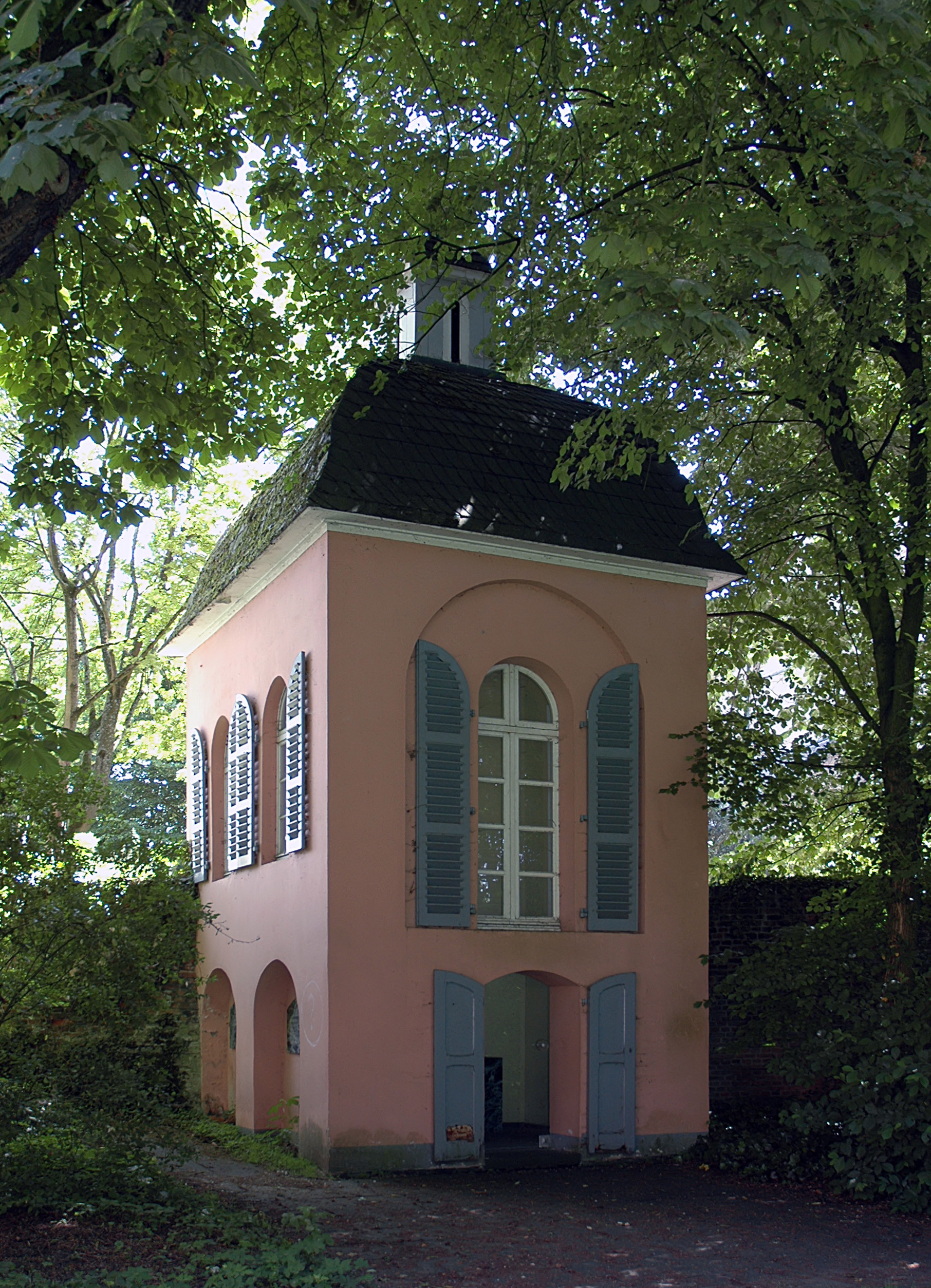
Ancien pavillon du jardin, maintenant monument à Lassalle

Au bord de la douve sud, il y a contre la muraille d'enceinte est une petite orangerie, qui remplace la grande orangerie bâtie sous Weyhe. Elle a été complètement rénovée en 1965/66. Un peu plus au sud, ce qui était jadis le pavillon du jardin, ou encore maison d'été ou maison de thé, s'appuie de l'intérieur sur la muraille est. Le petit bâtiment crépi, en forme de tour, possède comme le château une couleur rose et est fermé par un bulbe galbé baroque avec lanterne. On ne connaît pas exactement l'époque de sa création, mais il remonte peut-être aux plans de Georg Peter Leydel. Il est sûr qu'il n'a pas été érigé en relation avec les plans de Weyhe, mais qu'il existait déjà à l'époque. Pendant les grands travaux de modification de la première moitié du XIXe siècle, on a travaillé dans le pavillon à de nombreuses reprises. Par exemple, sa décoration vient de Ludwig Pose, qui a aussi eu la responsabilité des peintures murales et de plafond dans la maison de maître. En 1975, la maison du jardin est transformée à l'occasion du 150e anniversaire de Ferdinand Lassalle en un mémorial en son honneur. La pièce intérieure du bâtiment est aménagée comme un cénotaphe. Un bloc de marbre vert italien possède la forme d'un sarcophage, sur lequel un corbeau de marbre soutient le buste de Lassalle. Sur le mur extérieur nord du pavillon, deux niches peu profondes abritent des plaques du même marbre avec des citations de Lassalle ainsi que des dates de sa vie et de ses actions.